# Glosar de astronomie
Acest glosar conține termeni din domeniul astronomiei și astronauticii.

## A
- aberație - unghi format de direcția adevărată și de cea aparentă din care este văzut un corp ceresc de pe Pământ, ca urmare a mișcării Pământului în jurul Soarelui și a caracterului finit al vitezei luminii.
- aberație anuală - unghiul dintre direcția adevărată spre un astru și direcția aparentă sub care se vede astrul din cauza mișcării observatorului, împreună cu Pământul, în jurul Soarelui; din acest motiv stelele par deviate în sensul de deplasare al Pământului pe orbita acestuia.
- ablațiune (sau ablație) - fenomen prin care un corp ce străbate cu viteză atmosfera terestră pierde din substanță ca urmare a încălzirii prin frecare și vaporizării stratului superficial al acestuia.
- absorbție atmosferică - fenomenul de absorbție selectivă a radiațiilor electromagnetice (solare, stelare etc.) care pătrund în atmosfera terestră, datorită unor constituenți gazoși ai săi.
- Acamar - steaua θ Eridani, stea binară aflată la 163 de ani-lumină de Pământ.
- accelerație aparentă - accelerație rezultantă imprimată unui vehicul spațial de către toate forțele care acționează asupra acestuia, cu excepția celor gravitaționale.
- accelerație gravitațională - accelerație față de un astru a unui punct material din vecinătatea sa, aflat în cădere liberă.
- acreție - fenomen de captare gravitațională a corpurilor cerești mai mici de către cele mai mari și prin care acestea din urmă își măresc masa.
- Acrux - steaua α Crucis, cea mai strălucitoare din Crucea Sudului.
- actinometrie - știința care studiază fluxul de radiații solare ce ajung la suprafața Pământului, la diferite înălțimi și în diferite condiții.
- activitate geomagnetică - variația cvasiperiodică a parametrilor câmpului geomagnetic, sub influența activității solare (vezi și furtună geomagnetică).
- activitate solară - perturbații pe suprafața Soarelui, așa cum sunt erupțiile și petele solare; au caracter cvasiciclic, cu o periodicitate de circa 11,5 ani între maxime; vezi și ciclu solar.
- Achernar - steaua α Eridani, aflată la circa 115 ani-lumină de Soare.
- adâncime optică - vezi grosime optică.
- Adhara - steaua ε Canis Majoris.
- aer - amestec de gaze alcătuind straturile inferioare ale atmosferei terestre.
- aerolit - corp de piatră care cade pe Pământ din spațiul interplanetar (vezi și meteorit).
- aeroreactor (motor ~) - motor cu reacție, în care jetul de gaze se compune în mare parte din aerul atmosferic, de unde este preluat comburantul.
- aerozina-50 - tip de carburant lichid destinat motoarelor de rachetă.
- afeliu - punctul cel mai îndepărtat de Soare de pe orbita unei planete; vezi și apocentru.
- Agenția Spațială Europeană - organizație interguvernamentală, independentă de Uniunea Europeană, la care au aderat mai multe state europene, având drept scop lansarea de vehicule spațiale cu destinații științifice. România a aderat la Agenția Spațială Europeană, în ianuarie 2011.
- Agenția Spațială Română (cu sigla ROSA) - instituție publică din România cu finanțare extrabugetară, care coordonează la nivel național programele de cercetare în tehnologia spațială și activitățile legate de cercetarea spațiului, începând cu anul 1991.
- Ahile - asteroid troian, cunoscut sub denumirea 588 Ahile sau 588 Ahilles.
- airglow - Vd. infra: lumina cerului nocturn.
- ajutaj (reactiv) - tub cu secțiune variabilă, un exemplu particular fiind partea finală a motorului unei rachete, în care entalpia fluidului de lucru este transformată în energie cinetică.
- albedo - mărime ce caracterizează puterea de reflexie a unui corp ceresc, exprimată prin raportul dintre fluxul luminos reflectat de acesta și fluxul primit.

albedo geometric al unei stele desemnează raportul dintre energia electromagnetică bolometrică reflectată de această stea, la unghi de fază zero, și cea reflectată în aceleași condiții (adică bolometrică și la un unghi de fază zero) de o suprafață fictivă, plană, perfect reflectorizantă, lambertiană și de aceeași secțiune efectivă ca și steaua considerată.
- Albireo - steaua beta (de fapt o stea dublă) din constelația Lebăda, aflată 430 de ani-lumină de Soare.
- Alcor - (80 Ursae Majoris); sistem binar de stele constelația Ursa Mare, aflat la 80 de ani lumină până la Soare, care aparent formează o stea dublă optică cu sistemul cvadruplu Mizar, între cele două sisteme fiind o distanță unghiulară de 11,48 minute de arc.
- Alcyone - (η Tauri) sistem stelar din roiul deschis Pleiadele.
- Aldebaran - steaua α Tauri, cea mai luminoasă stea din constelația Taurul.
- Alderamin (α Cephei) este cea mai strălucitoare stea din constelația Cefeu.
- alertă - semnal convențional internațional care indică fenomenele solare sau geofizice, în vederea unor observații comune.
- Algol - steaua β Persei.
- aliniament - linie dreaptă care unește două stele.
- Alkaid - steaua η Ursae Maioris.
- Almageste:

- titlul tradițional al lucrării de astronomie a lui Ptolemeu;
- (în Evul Mediu) culegere de observații astronomice, tratat de astronomie.
- almucantarat -  cerc imaginar de pe sfera cerească paralel cu orizontul, cu ajutorul căruia se determină înălțimea aștrilor.
- Al Na'ir - steaua α Gruis.
- Alnilam - steaua ε Orionis.
- alpha - simbol (α) pentru steaua cea mai strălucitoare din orice constelație.  Vezi mai jos.
- Alpha Centauri - (α Centauri) cea mai strălucitoare stea din constelația Centaurul; este de fapt un sistem triplu, din care una din stele, Proxima Centauri, este steaua cea mai apropiată de Soare (4,2 ani lumină).

- Alpha Centauri C (abreviat α Cen C, iar uneori ACC) - una din componentele sistemului de trei stele Alpha Centauri. Vd. infra: Proxima Centauri.
- Alpha Geminorum - Vezi mai jos: Castor.
- Alphard - Alpha Hydrae (α Hya / α Hydrae); steaua cea mai strălucitoare din constelația Hidra.
- Alpha Ursae Minoris (α Ursae Minoris / α UMi) -  cea mai strălucitoare stea din constelația Ursa Mică. Este cunoscută prin aceea că indică direcția polului nord ceresc al Pământului, cu o bună precizie, fapt ce i-a conferit denumirea de Steaua Polară. În 2016, UAI a adoptat pentru această stea denumirea oficială Polaris. Vd. infra.
- Alphecca - steaua α Corona Borealis.
- Alpheratz - numele propriu al stelei Alpha Andromedae (α Andromedae) care a fost aprobat de Uniunea Astronomică Internațională, la 20 iulie 2016.
- Altair - steaua α Aquilae.
- altazimut - instrument astronomic pentru măsurarea azimutului și a înălțimii constelațiilor.
- alunizare - vezi aselenizare.
- amartizare - (despre astronave sau astronauți) intrare în contact cu suprafața planetei Marte, așezare, coborâre pe Marte; vezi și: aterizare, aselenizare, amerizare.
- amerizare - (despre nave cosmice) intrare (prin coborâre) în contact cu apa pe suprafața căreia alunecă până la oprire; vezi și: aterizare, aselenizare, amartizare.
- amerizor - dispozitiv al unei nave cosmice, care permite amerizarea acesteia.
- amplitudine (astronomie) - mărime a arcului de orizont cuprins între punctul cardinal est și vest și punctul de pe orizont unde astrul răsare, respectiv apune, în mod efectiv.
- amurg - perioadă a zilei care urmează după apusul Soarelui și ține până la venirea nopții (instalarea întunericului), înserare, vezi și crepuscul;
- an - perioadă de timp necesară Pământului pentru a efectua o rotație completă în jurul Soarelui.

- an anomalistic - durata dintre două treceri succesive ale Pământului la periheliu.
- an besselian - intervalul de timp dintre doi ani tropici măsurați dintr-un punct în care ascensia dreaptă a Soarelui este de 280 de grade.
- an bisect - un an care numără 366 de zile în loc de 365 de zile pentru anii obișnuiți. Ziua suplimentară, 29 februarie, este plasată după ultima zi a lunii care numără, de obicei, 28 de zile, în calendarul gregorian. Cu excepția cazurilor particulare, anii sunt bisecți la fiecare patru ani.
- an calendaristic - an format dintr-un număr natural de zile, adică 365 de zile (iar în anii bisecți de 366 de zile), socotit de la 1 ianuarie la 31 decembrie; vezi și calendar
- an iulian - unitate de timp definită ca fiind exact egală cu 365,25 de zile, sau 31.557.600 de secunde.
- an-lumină - unitate măsură a lungimii, folosită în astronomie, egală cu distanța parcursă de un foton, sau mai simplu, de lumină, în vid, într-un an iulian, adică circa 9.461 de miliarde de kilometri. Simbolul este a.l. (uneori a-l.)
- an sideral -  intervalul de timp în care Pământul efectuează o revoluție completă pe orbită într-un sistem de referință fix; vezi și timp sideral.
- an tropic (sau an echinocțial sau an solar) - timpul necesar unei rotații a Pământului în jurul Soarelui, într-un reper de rotație legat de linia echinocțiului, punctul vernal.

- anacustică, zonă ~ - spațiu cosmic (începând la peste 160 km înălțime de la suprafața Pământului) în care propagarea undelor sonore nu mai este posibilă.
- Analemă  sau analemmă - figură trasată pe cer prin diferite poziții ale Soarelui puse în evidență la o aceeași oră și din același loc, în cursul unui an calendaristic.
- Andromeda - constelație din emisfera nordică, cea mai strălucitoare stea fiind Alpheratz.
- Andromeda (galaxie) - o galaxie spirală, situată pe bolta cerească în constelația Andromeda,  și care este cel mai mare membru al Grupului Local.
- Andromedide - ploaie de meteori care cade pe la mijlocul lunii noiembrie, din direcția galaxiei Andromeda, corpul părinte fiind cometa Biela.
- Ankaa - steaua Alpha Phoenicis, cea mai strălucitoare din constelația Phoenix.
- anomalie adevărată - unghiul dintre direcția periapsidei și poziția curentă a unui obiect, măsurat în focarul elipsei (punctul în jurul căruia orbitează corpul).
- anomalie excentrică - (notată, în general cu E) este unghiul dintre direcția periapsidei și poziția curentă a unui obiect pe orbită, proiectată pe cercul exînscris perpendicular pe axa majoră a elipsei, măsurat la centrul acesteia.
- anomalie medie - o măsură a timpului, specifică unui corp de pe orbită, care este egală cu un multiplu de 2π radiani la (și doar la) periapsidă.  Vd. infra.
- antapex - punct pe cer, diametral opus apexului. Vd. infra: apex solar.
- Antares (α Scorpii / Alpha Scorpii) - stea dublă din  constelația Scorpionul a cărei cea mai strălucitoare componentă (α Scorpii A / Antares A) este o supergigantă roșie aflată la sfârșitul vieții; este situată la circa 550 de ani-lumină de Terra.
- antecedență - mers al planetelor, retrograd în aparență, de la răsărit la apus.
- antelie - pată luminoasă, rotundă, care se formează pe cer în partea opusă Soarelui, la aceeași înălțime. Vd infra: antiselenă.
- Antipământ - presupusă planetă simetrică și opusă Pământului.
- antiselenă - pată luminoasă, asemănătoare anteliei, care se formează pe cer în raport cu Luna.
- apex solar - numele dat unui punct de pe sfera cerească apropiată spre care se deplasează întregul Sistem Solar, în mișcarea proprie prin Galaxia Noastră. Această deplasare, pusă în evidență prin aplicarea efectului denumit Doppler-Fizeau, s-ar face cu o viteză aparentă de circa 19,4 km.s-1.
- apocentru - punct al orbitei unui corp ceresc unde acesta se află la cea mai mare distanță de corpul central în jurul căruia se mișcă; vezi și afeliu.
- apogalaxie - poziție corespunzătoare celei mai mari distanțe față de galaxia noastră.
- apogeu - (în opoziție cu perigeu) punctul cel mai depărtat de Pământ de pe orbita unui astru, a unui satelit natural sau artificial.
- apsidă - fiecare din cele două puncte extreme ale axei majore a orbitei a unui corp ceresc, pentru care distanța la corpul atractor, mai exact, la centrul de masă al celor două corpuri (vezi și linia apsidelor), este:

- fie minimă (apsidă inferioară, sau periapsidă, sau periapsă) - periheliu;
- fie maximă (apsidă superioară, sau apoapsidă, sau apoapsă) - afeliu.
- apus - trecerea unui astru cu centrul său prin orizont după culminație.
  - apus adevărat - apus care are loc la trecerea astrului cu centrul său prin orizontul adevărat.
  - apus aparent - apus la care centrul astrului trece prin orizontul vizibil și care se produce în urma apusului adevărat din cauza refracției atmosferei.
- Aquarius - denumirea latină a constelației Vărsătorul.
- Arcașul - vezi Săgetătorul.
- arc de exces - sector pe limbul unui sextant, aflat în dreapta lui zero, pe care se află gradația în sens invers.
- arc de zi - vezi calea Soarelui.
- arc diurn - porțiune din paralelul de declinație al unui astru, vizibilă deasupra orizontului.
- arc nocturn - porțiunea invizibilă din paralelul de declinație al unui astru.
- Arcturus - steaua α Bootis, cea mai strălucitoare din constalația Boarul, cu magnitudinea aparentă −0,05.
- areografie:

- studiul descriptiv al planetei Marte;
- studiul descriptiv al răspândirii planetelor.
- argumentul periastrului - unghiul dintre direcția nodului ascendent și cea a periastrului orbitei unui corp ceresc.
- arheoastronomie, denumită și paleoastronomie - disciplină care se ocupă cu studiul datelor astronomiei arhaice după simbolurile iconografice din preistorie.
- Aries - vezi Berbecul.
- Artemis, Program ~ - program de zbor spațial cu echipaj desfășurat în principal de NASA, companii comerciale americane de zboruri spațiale și parteneri internaționali precum Agenția Spațială Europeană (ESA), JAXA și Agenția Spațială canadiană, program care își propune să ducă un echipaj pe Lună până în 2024.
- ascendent:

- (despre aștri) care se înalță deasupra liniei orizontului;
- (în astrologie) parte a cerului, aflată deasupra orizontului în momentul nașterii cuiva; semn zodiacal ridicat deasupra orizontului estic, la naștere.
- ascendență - înălțare a unui astru deasupra orizontului.
- ascensie dreaptă - (simbol α „alpha”) una din coordonatele astronomice ecuatoriale, care reprezintă proiecția pe sfera cerească a meridianelor terestre.
- aselenizare - (despre astronave sau astronauți) intrare în contact cu suprafața Lunii, așezare, coborâre pe Lună; vezi și aterizare, amartizare (sinonim: alunizare).
- asfințit - momentul dispariției unui astru (în special Soarele) la orizont.
- asistență gravitațională  - în astrodinamică și în ingineria aerospațială, folosirea mișcării relative și a gravitației unei planete sau alt corp ceresc pentru a modifica direcția și viteza unei nave spațiale pentru a economisi carburant.
- Asociația OB1 din Orion - grupare contingentă a mai multor zeci de stele gigante calde de tip spectral O sau B, situată în Constelația Orion.
- asociație de stele - grupare în descompunere de zeci de stele, cu origine comună, care se răspîndesc treptat în Univers.
  - asociație OB - grup de stele (asociație stelară) nelegate gravitațional, dintre care unele sunt de tip spectral O sau B.
- aspect - diferitele poziții ale Soarelui, ale planetelor și sateliților, așa cum apar văzute de pe Pământ.
- Asterion - Vd. infra: Beta Canum Venaticorum.
- asteroid - (altă denumire: planetoid) denumire generică pentru corpurile cerești mai mici decât planetele, dar mai mari decât meteoroizii și nu sunt comete; sunt situate în general între Marte și Jupiter; exemple: Adonis, Apollo, Ceres, Eros, Hermes, Icar, Iunona, Vesta; vezi și sistem asteroidal.

- asteroid troian - vezi troian (asteroid).
- asteroid troian al lui Jupiter - asteroid care folosește orbita heliocentrică a lui Jupiter, fiind plasat în preajma punctelor Lagrange L4 sau L5 ale perechii Soare-Jupiter, adică sunt situate cu 60° în fața sau în urma planetei Jupiter.
- asteroid troian al Pământului - asteroid a cărui orbită heliocentrică este în rezonanță de 1:1 cu aceea a Pământului și care este situat în preajma unuia din punctele stabile Lagrange,  L4 sau L5, ale perechii Soare-Pământ, adică este situat la circa 60° în fața sau în urma Pământului.

- astrarium -  instrument obținut prin modelarea Sistemului Solar, compus dintr-un ceas astronomic și un planetarium, pus la punct între 1348 și 1364 de către Giovanni Dondi.
- astrobiologie - știință care se ocupă cu studiul vieții de pe alte planete; sinonim: exobiologie.
- astrobotanică - știință care se ocupă cu studiul vieții plantelor de pe alte planete.
- astrochimie - studiul elementelor chimice detectate în spațiul îndepărtat, de obicei în norii de gaz molecular.
- astroclimat - totalitatea factorilor care contribuie la stabilirea unui loc adecvat pentru observații astronomice cu instrumente optice perfecționate.
- astroclub - club în care se studiază astronomia.
- astrodinamică (sau mecanică spațială) -  este o ramură a mecanicii cerești care are ca scop să prevadă traiectoriile obiectelor spațiale, cum sunt rachetele sau navele spațiale, inclusiv manevrele orbitale, schimbările planului orbitei și transferurile interplanetare.
- astrodrom - teren special amenajat pentru lansarea sateliților artificiali și a navelor cosmice; stație de plecare pentru navele cosmice cu oameni la bord; sinonim: cosmodrom.
- astrofizică - ramură a astronomiei care se ocupă cu studiul structurii și al compoziției corpurilor cerești și materiei interstelare, al proceselor din interiorul aștrilor, al interacțiunilor dintre ei etc.
- astrofizician - apecialist în astrofizică.
- astrofotografie - parte a astrofizicii care folosește fotografia ca metodă și mijloc de investigație pentru determinarea (numărului) aștrilor.
- astrofotometrie - ramură a astrofizicii practice care se ocupă cu măsurarea strălucirii corpurilor cerești; sinonim: fotometrie astronomică.
- astrofotometru - aparat folosit în astrofotometrie.
- astrogeologie - geologie a aștrilor.
- astrognozie - ramură a astronomiei care se ocupă cu studiul aștrilor și al constelațiilor, cu denumirea și pozițiile lor reciproce.
- astrograf - lunetă astronomică, folosită pentru determinarea poziției aștrilor prin fotografiere; aparat cu care se fotografiază spectrele aștrilor.
- astrografie - ramură a astronomiei care se ocupă cu descrierea aștrilor.
- astrolab

- vechi instrument pentru măsurarea unghiurilor și a pozițiilor aștrilor.
- instrument modern care servește la observarea momentului în care o stea atinge o înălțime determinară.
- astrometeorologie - studiul fenomenelor meteorologice care au loc în atmosfera planetelor.
- astrometrie - ramură a astronomiei care se ocupă cu stabilirea poziției stelelor, cu determinarea coordonatelor geografice etc.
- astrometrist - specialist în astrometrie.
- astrometru - aparat fotometric pentru măsurarea și compararea gradului de luminozitate a aștrilor.
- astronaut - persoană cu pregătire tehnică, științifică, medicală, psihologică etc. specială, care călătorește în spațiul cosmic cu o astronavă; sinonim: cosmonaut.
- astronautică - știință care se ocupă cu studiul mijloacelor și al posibilităților de zbor în spațiul cosmic (ale cărei baze teoretice au fost puse de Goddard, Țiolkovski și Oberth); sinonim: cosmonautică.
- astronavigație - controlul și navigația vehiculelor spațiale; sinonim: navigație spațială.
- astronavă - navă destinată zborului în spațiul cosmic; alte denumiri: cosmonavă, navă cosmică, navă spațială.
- astronim - nume propriu de corpuri cerești.
- astronom - persoană specializată în astronomie.
- astronomic - relativ la astronomie.
- astronomie - știință care se ocupă cu studiul aștrilor, al legilor mișcării lor, al evoluției, structurii și al compoziției lor, precum și cu studiul sistemelor de aștri, al galaxiilor și al Universului.

- astronomie de amatori - o activitate de loisir care constă în observarea unor obiecte de pe cerul diurn și nocturn situate în afara globului terestru.
- astronomie extragalactică - ramură a astronomiei care studiază obiectele cerești care nu aparțin Galaxiei nostre (și deci toate obiectele care nu privesc astronomia galactică. Vd. infra).
- astronomie fundamentală -  parte a științei astronomiei care comportă  mai multe ramuri de activitate sau discipline astronomice. Acestea sunt, în ordine: efemeridele, mecanica cerească asociată cu astronomia dinamică, astrometria, rotația Pământului, timpul și relativitatea generală.
- astronomie galactică - ramură a astronomiei care studiază îndeosebi Galaxia noastră, Calea Lactee, formarea Căii Lactee, structura, componenții, dinamica și întinderea sa.
- astronomie în infraroșu - ramură a astronomiei și a astrofizicii care se ocupă cu studierea obiectelor vizibile în radiația infraroșie.
- astronomie nautică - ramură a astronomiei, cu aplicare în navigația maritimă.
- astronomie solară - ramură a astronomiei stelare care se ocupă cu studiul stelei noastre (Soarele).
- astronomie stelară - ramură a astronomiei care se ocupă cu studiul stelelor și cu evoluția acestora.
- astroparticulă:

- domeniu de cercetare situat în interfața astrofizicii și a fizicii particulelor;
- particulă elementară care constitue un obiect de studiu în astrofizică.
- astroscop - telescop astronomic folosit pentru examinarea sumară a mișcării aștrilor dintr-o anumită zonă.
- astroscopie - examinare a bolții cerești.
- astrospectrografie - ramură a astrofizicii care se ocupă cu studiul caracteristicilor spectrale ale corpurilor cerești.
- astrospectroscopie - cercetare a spectrelor aștrilor pentru a deduce componența și stările fizice ale acestora.
- astru - corp luminos vizibil pe bolta cerească; stea sau planetă situată în cosmos; sinonim: corp ceresc.
- atmosferă primară - atmosferă a unei planete care se formează prin acumularea de materie gazoasă din discul de acreție al Soarelui planetei.
- atmosferă stelară - regiunea exterioară a unei stele, care este formată din: fotosferă, cromosferă, regiunea de tranziție și coroana stelară.
- Atractorul Shapley - o zonă cosmologică atractivă situată în Super-roiul lui Shapley.
- aură sau aureolă - vezi halou.
- Auriga - denumirea latină a constelației Vizitiul.
- Aurigide - ploi de meteori care au radiantul în constelația Vizitiul (Auriga), respectiv Alpha aurigide (în septembrie) și Delta aurigide (la jumătatea lui octombrie).
- auroră - lumină roșie-portocalie produsă de Soare, dimineața, înainte de răsărit; zori.
- auroră polară (sau auroră boreală, în emisfera nordică, respectiv auroră australă, în emisfera sudică) - fenomen luminos difuz, de culoare verde-pal sau roșiatică, care apare în timpul nopții, pe bolta cerească, în regiunile polare (de nord și de sud), sub forma unui arc din care țâșnesc raze, benzi, coroane, franjuri, văluri etc.
- axa lumii - prelungire a dreptei imaginare care unește polii Pământului până la intersecția cu sfera cerească.
- axă - dreaptă imaginară în jurul căreia se execută mișcarea de rotație a unui corp ceresc.
- azimut -  una dintre coordonatele astronomice orizontale, unghiul din planul orizontal între direcția unui obiect și o direcție de referință.

## B
- Balanța - constelație zodiacală din emisfera sudică, al cărei semn corespunde echinocțiului de toamnă, deși Soarele se află atunci în constelația Fecioarei; denumire latină: Libra.
- Balaurul - denumire populară pentru constelația Dragonul.
- Balena - constelație ecuatorială, situată la sud de Peștii și care conține steaua Mira Ceti.
- Barda - denumire populară pentru constelația Perseu.
- Bellatrix - (γ Orionis) stea de magnitudine aparentă +1,6, una dintre cele patru stele luminoase care formează conturul principal al lui Orion.
- barigiroscop - instrument giroscopic care este folosit pentru a se pune în evidență mișcarea de rotație a Pământului.
- bază de lansare - loc unde se află instalațiile necesare pentru pregătirea, lansarea și controlul zborului rachetelor.
- BepiColombo - misiune de explorare a planetei Mercur, lansată la 20 octombrie 2018, dezvoltată de Agenția Spațială Europeană (ESA) împreună cu Agenția de Explorare Spațială Japoneză (JAXA).
- Berbecul - (în latină Aries) constelație zodiacală din emisfera nordică, în al cărui semn se află Soarele (punctul gamma), deși în realitate acesta se află în Peștii.
- Beta Geminorum - vezi Pollux.
- Beta Canum Venaticorum (β CVn, β Canum Venaticorum) - stea din secvența principală, de tip G, din constelația Câinii de Vânătoare, având magnitudinea aparentă 4,26. Are denumirile tradiționale Chara și Asterion.
- Beta Ursae Minoris (β UMi, β Ursae Minoris) - stea situată în constelația Ursa Mică. Este a doua stea cea mai strălucitoare din această constelație, după Polaris. Magnitudinea sa aparentă este de +2,08. Radiantul ploii de meteori Urside este situat aproape de această stea. Este cunoscută și sub numele de Kochab.
- Betelgeuse - stea de magnitudine între 0,0 și 1,3, una dintre cele patru stele luminoase care formează conturul principal al lui Orion.
- Biela - cometă cu perioada de rotație în jurul Soarelui de 6,6 ani și care a dispărut în 1852.
- Big Bang - singularitatea de la începutul Universului; marea explozie (ipotetică) a atomului primitiv de materie, care a inițiat expansiunea Universului observabil.
- Big Crunch - singularitatea de la sfârșitul Universului.
- bilanțul de radiație terestru - raportul dintre cantitățile de energie radiantă absorbită și cea emanată de suprafața terestră.
- binară cu eclipse - stea binară în care planurile orbitale ale celor două stele sunt atât de bine aliniate cu linia vizuală a observatorului, încât cele două componente se eclipsează reciproc.
- binară fotometrică - Vd. binară cu eclipse
- binoclu -  dispozitiv optic binocular care mărește imaginea, destinat observării obiectelor aflate la distanță, constituit din două lunete simetrice montate în paralel.  Binoclurile se dovedesc folositoare, în astronomia de amatori, pentru observarea obiectelor cerului profund (galaxii, nebuloase) mulțumită marelui lor câmp, vederii binoculare și luminozității lor. Formulele cu un grosisment mare sunt optime pentru observarea și descoperirea cometelor.
- bioastronautică (sau biocosmonautică) - știință care se ocupă cu studiul reacțiilor diferitelor organisme, în special ale omului, în timpul zborurilor cosmice.
- biocomplex - ansamblu de specii de organisme animale și vegetale instalate într-o navă spațială pentru cercetări în cosmos.
- biosatelit - satelit cu organisme vii (bacterii, virusuri, animale) la bord, în scopuri experimentale.
- bisextă - (în calendarul iulian) (ziua) care se adaugă la fiecare patru ani, după 28 februarie.
- Boarul - constelație din emisfera nordică care conține steaua Arcturus; denumire latină: Bootes.
- bolid - meteoroid de dimensiuni mari, ce străbate atmosfera terestră și se aprinde prin frecarea cu aerul; sinonim popular: stea căzătoare.
- boltă cerească - emisferă aparentă pe care sunt proiectate corpurile cerești vizibile; altă denumire: firmament, vezi și: cer.
- Bootes - denumirea latină a constelației Boarul.
- bradichinezie (sau bradikinezie) - fenomen caracteristic astronauților în timpul zborului cosmic din cauza imponderabilității.
- braț telemanipulator - braț mecanic telecomandat care echipează o navă spațială, destinat să apuce și să deplaseze obiecte în raza sa de acțiune.
- Brațul Orion (sau cu numele complet, Brațul Orion-Lebăda, sau Brațul Local) este un braț spiral minor al Galaxiei Noastre, Calea Lactee. În acest braț este situat Sistemul nostru Solar, prin urmare și planeta Pământ.
- Brațul Perseu este cel mai mare braț cunoscut al galaxiei spirale Calea Lactee.
- Buclele coronale formează structura fundamentală a coroanei solare inferioare și a regiunii de tranziție a Soarelui. Aceste bucle puternic structurate sunt o consecință directă a torsiunii câmpului magnetic solar de către dinamica solară.
- bulb galactic - partea centrală a galaxiilor spirale, situată în discul galactic și care înconjoară nucleul galactic. Este o zonă luminoasă și relativ densă populată în general de stele bătrâne, bogate în metale, dar uneori de stele tinere în formare.
- Buran - navetă spațială sovietică, care a efectuat un zbor reușit în 1988.

## C
- cabină de pilotaj - parte a unei nave cosmice unde se află astronauții și se menține comanda navei; vezi și cabină spațială.
- cabină-mamă - cabina principală dintr-o navă cosmică.
- cabină spațială - compartiment etanșeizat al unei nave cosmice în care stau astronauții în timpul zborului și se poate desprinde de restul vehiculului pentru a coborî pe un corp ceresc; sinonime: capsulă cosmică, capsulă spațială; vezi și cabină de pilotaj.
- cadran solar - Vd. infra: ceas solar.
- Calea Lactee - sistemul stelar din care face parte Soarele și care conține circa 100-400 miliarde de stele și având diametrul de aproximativ 100.000 ani-lumină.
- Calea Laptelui - Vd. supra: Calea Lactee.
- Calea Robilor - Vd. supra: Calea Lactee.
- calea Soarelui - traiectoria aparentă pe care Soarele o parcurge pe cer în timp ce Pământul se rotește și orbitează în jurul acestuia; altă denumire: arc de zi.
- calendar - sistem de împărțire a timpului în ani, luni și zile, bazat pe fenomene astronomice periodice (mișcarea de revoluție a Pământului în jurul Soarelui, a Lunii în jurul Pământului, respectiv mișcarea de rotație a Pământului), căruia îi este caracteristică durata anului; vezi și an calendaristic.

- calendar lunar - calendar reglat după fazele Lunii. O lună, într-un astfel de calendar, reprezintă o lunație.

- calendarul musulman - calendar lunar sinodic, fondat pe un an de 12 luni lunare de câte 29 sau 30 de zile fiecare.

- calendar luni-solar - fondat atât pe ciclul anual al Soarelui cât și pe ciclul regulat al fazelor Lunii.

- calendarul chinezesc - calendar luni-solar în care lunile sunt luni lunare, adică prima zi a fiecărei luni corespunde unei Luni noi, iar a 15-a zi corespunde unei Luni pline.
- calendarul ebraic - calendar luni-solar folosit în religia iudaică.

- calendar solar - calendar ale cărui date indică poziția Pământului în revoluția sa în jurul Soarelui.

- calendarul gregorian - calendar solar conceput la sfârșitul secolului al XVI-lea pentru a corecta deriva seculară a calendarului iulian, în uz în vremea aceea.
- calendarul iulian -  calendar solar creat de Iulius Caesar, în 46 î.Hr., pentru a înlocui calendarul roman republican. Vd. infra.

- calendarul roman - termenul desemnează mulțimea calendarelor utilizate de către romani până la introducerea în uz a calendarului iulian, în 45 î.Hr. Anii sunt exprimați în ani AUC (ab Urbe condita), socotiți începând de la fondarea Romei, în 753 î.Hr.

- Calul mic, uneori: Mânzul, iar în latină Equuleus - constelație din emisfera nordică, cea mai mică din această emisferă. Doar Crucea Sudului, din emisfera sudică, este mai puțin întinsă.
- cameră de simulare spațială - incintă care permite simularea condițiilor mediului spațial.
- cameră panoramică basculantă cu iluminare - cameră color plasată în așa fel încât să ofere o vedere de ansamblu a bazei mobile.
- campanie de lansare - perioada de la pregătirea pe baza de lansare a sarcinii utile și a vehiculului său de lansare până la sfârșitul oricărei operațiuni care o privește.
- Canes Venatici - denumirea latină a constelației Câinii de Vânătoare.
- caniculă - perioadă cuprinsă între 22 iulie și 23 august, când steaua Sirius (din constelația Câinele Mare) răsare și apune odată cu Soarele.
- Canis Major - denumirea latină a constelației Câinele Mare.
- Canis Minor - denumirea latină a constelației Câinele Mic.
- Capella - steaua cea mai strălucitoare din constelația Vizitiul (Alpha Aurigae sau α Aur); denumire populară: Capra.
- Capra - vezi Capella.
- Capricornul, uneori Capra - una dintre cele mai vechi constelații; constelație zodiacală, din emisfera australă, slab luminoasă, traversată de Soare din 19 ianuarie până la 15 februarie.
- capsulă cosmică sau capsulă spațială - vezi: cabină spațială.
- capul-balaurului - o parte a constelației Balaurului.
- Carena (în latină Carina) - constelație australă, traversată de Calea Lactee; posedă un număr important de stele strălucitoare, între care Canopus este a doua, ca strălucire, după Sirius.
- Carul Mare - asterism format din șapte stele luminoase, din constelația Ursa Mare.
- Carul Mic - asterism din constelația Ursa Mică.
- Cassiopeia - una dintre cele 88 de constelații de pe cerul nocturn, vizibilă în emisfera nordică. Este ușor de recunoscut mulțumită formei sale de  „W”. Vârfurile, de la est la vest, sunt δ, γ, α și β Cassiopeiae, cele cinci stele cele mai strălucitoare ale constelației. Vârful central al lui W este îndreptat aproximativ spre Polaris, α Ursae Minoris.
- Castor (Alpha Geminorum, α Gem / α Geminorum) - a doua cea mai strălucitoare stea din constelația Gemenii și una dintre cele mai strălucitoare de pe cerul nocturn. Deși poartă denumirea Bayer Alpha Geminorum, este mai slab strălucitoare decât Beta Geminorum (Pollux). Se află la 49,8 ani-lumină de Soare.
- catalog astronomic - bază de date științifică tabulată care recenzează date diferite privitoare la unul sau la mai multe tipuri de obiecte astronomice, în mare parte situate dincolo de Sistemul Solar.
- catalog stelar - registru în care sunt indicate pozițiile, strălucirile și spectrele stelelor mai importante.
- Câinele Mare - una din cele mai vechi constelații, prin prezența lui Sirius, cea mai strălucitoare stea (după Soare). Relativ departe de ecliptică, ea nu este vizibilă decât câteva luni pe an la latitudini vecine cu paralela de 45° Nord. Denumirea latină: Canis Major.
- Câinele Mic - una din cele 88 de constelații moderne; o constelație mică din emisfera nordică. Era deja prezentă între cele 48 de constelații stabilite de Ptolemeu, în secolul al II-lea. Denumirea latină este Canis Minor.
- Câinii de Vânătoare (în latină Canes Venatici, abreviat CVn) - constelație mică, din emisfera nordică, creată de astronomul Johannes Hevelius, din stele care făceau parte, până atunci, din constelația Ursa Mare. Stelele principale ale constelației sunt Cor Caroli, Beta Canum Venaticorum și La Superba.
- câmp gravitațional - câmp repartizat în spațiu și datorat prezenței unei mase susceptibile să exercite o influență gravitațională asupra oricărui corp prezent în imediata sa proximitate sau nu.
- ceas astronomic - ceas care afișează ora, minutul și secunda precum și informații relative la astronomie.
- ceas solar - instrument fix care indică timpul solar prin deplasarea umbrei unui obiect de formă variabilă, pe suprafața unui cadran.
- Cefeu -  constelație din emisfera nordică. Denumirea populară în românește este Coasa.
- cefeidă - stea variabilă, gigantă sau supergigantă galbenă, a cărei strălucire variază de la 0,1 la 2 magnitudini, într-o perioadă cuprinsă între 1 și 135 de zile, al cărei prototip, devenit standard, este steaua δ din constelația Cefeu.
- Cei-trei-cosași - vezi Centura lui Orion.
- Cei Trei Regi - vezi Centura lui Orion.
- celest - vezi ceresc.
- Cele șapte surori - denumire a roiului deschis Pleiadele.
- celostat - aparat care urmărește un astru în timpul mișcării sale diurne, transmițând imaginea acestuia cu ajutorul unui sistem de oglinzi, tot timpul în aceeași direcție.
- centauri - mici corpuri cerești înghețate, care orbitează în jurul Soarelui, între Jupiter și Neptun.
- Centaurul - constelație din emisfera sudică, una din cele mai vaste de pe cer și care conține un număr considerabil de stele strălucitoare, dintre care 10 depășesc magnitudinea aparentă 3; denumirea latină este Centaurus.
- centrifugă - instalație destinată antrenamentului astronauților, care simulează acțiunea accelerațiilor de lungă durată.
- centroid - punct din spațiu care se mișcă cu o viteză egală cu viteza medie a obiectelor cerești aflate în vecinătatea lui.
- Centru Galactic - centrul de rotație al discului Căii Lactee, galaxie care cuprinde și planeta Pământ. Este situat la o distanță de 8kpc de Soare, în regiunea luminoasă cea mai întinsă a Căii Lactee, în direcția constelației Săgetătorul.
- Centura de asteroizi - vezi: Centura principală.
- Centura de radiații Van Allen (sau, mai simplu, Centura Van Allen) - zonă toroidală a magnetosferei Pământului, care înconjoară ecuatorul magnetic și care conține o mare densitate de particule energetice. Întâlnirea acestor particule cu moleculele din atmosfera terestră înaltă este la originea aurorelor polare.
- Centura Kuiper - zonă a Sistemului Solar, care se întinde dincolo de orbita lui Neptun, între 30 și 55 de unități astronomice, care formează un inel similar cu centura principală, însă mult mai întinsă.
- Centura lui Orion - asterism din constelația Orion, format din trei stele foarte luminoase, aproape perfect aliniate, ușor de recunoscut cu ochiul liber pe cerul înstelat: Alnitak, Alnilam și Mintaka; denumiri populare: Cei Trei Regi, Cei-trei-cosași.
- Centura principală - o regiune a Sistemului Solar situată între orbitele planetelor Marte și Jupiter, care conține un mare număr de asteroizi. Uneori este cunoscută sub denumirea de Centura de asteroizi.
- cer - parte a spațiului vizibil la suprafața unui corp ceresc, care are o formă aparent emisferică; vezi și boltă cerească.
- cerc azimutal - instrument pentru măsurători de unghiuri orizontale, având un cerc orizontal de diametru mult mai mare decât al teodolitului.
- cerc de înălțime - cerc spe sfera terestră având ca centru proiecția terestră a astrului, iar ca rază sferică distanța zenitală; este locul geometric al punctelor din care, la un moment dat, un observator vede un astru la aceeași înălțime; vezi și dreaptă de înălțime.
- cerc diurn - cerc descris de aștri în mișcarea aparentă a acestora, zilnică, în jurul Pământului.
- cerc mare - intersecția unui plan care trece prin centru Pământului cu suprafața sferei terestre.
- cerc orar - oricare cerc mare (asemănător longitudinii) de pe sfera cerească care trece prin polii cerești - adică este perpendicular pe ecuatorul ceresc; altă denumire: meridian ceresc.
- cerc paralel - cerc al sferei terestre sau al sferei cerești al cărui plan este paralel cu planul ecuatorului.
- Ceres (1 Ceres) - cea mai mică planetă pitică recunoscută din Sistemul Solar precum și cel mai mare asteroid din centura principală; singura planetă pitică din centura principală.
- ceresc - care se află pe cer; care tine de bolta cerului, care se referă la bolta cerului; sinonim: celest.
- Cetus - denumirea latină a constelației Balena.
- Chara - vezi Beta Canum Venaticorum.
- Cheomseongdae - observator astronomic din Coreea de Sud, cel mai vechi din Asia și unul dintre cele mai vechi din lume.
- ciclu - perioadă continuă de timp în care unele fenomene astronomice revin în aceeași ordine; exemple: ciclul solar, ciclul lunar, ciclul anual.
- ciclu anual - perioadă de un an în care Pământul face o rotație completă în jurul Soarelui.
- ciclu lunar - perioadă de circa 19 ani care aduce aceleași faze de Lună în aceeași ordine; alte denumiri: ciclu Meton, ciclu metonian.
- ciclu Meton (sau metonian) - vezi ciclu lunar.
- ciclurile lui Milankovici - modificări periodice ale geometriei Soare-Pământ: precesia echinocțiilor, înclinarea axei de rotație a Pământului și excentricitatea orbitală.
- ciclu solar:

- variație periodică a radiației solare, variație care determină schimbări climatice pe Pământ; vezi și activitate solară;
- perioadă de 28 de ani, în care datele diferitelor zile ale anului cad în aceleași zile din săptămână.
- ciclu undecenal - perioadă de circa 11 ani care se observă în desfășurarea fenomenelor solare și terestre.
- circ lunar - vezi crater lunar.
- circumlunar - (despre nave cosmice) care înconjoară Luna; sinonime: perilunar, circumselenar.
- circumorbital - care se află, se petrece pe o orbită; periorbital.
- circumpolar - (despre aștri) care este apropiat de Steaua Polară, care, în mișcarea diurnă, nu coboară sub orizont; sinonim: peripolar.
- circumselenar - vezi circumlunar.
- circumsolar - care se află, se petrece în jurul Soarelui.
- circumstelar - care se află, se petrece în jurul unei stele.
- circumterestru - care se află în jurul Pământului; care înconjoară globul terestru; periterestru.
- clasă de luminozitate - termen din astrofizică; servește împreună cu Clasificarea spectrală Harvard la clasificarea stelelor după criterii fizice.
- Clasificarea spectrală Harvard atribuie un tip spectral unei stele și corespunde global unei scări de temperatură.
- Clasificarea Yerkes atribuie o clasă de luminozitate unei stele și corespunde global unei scări de radiație (vd. legea Stefan-Boltzmann) pentru o temperatură dată.
- Clasificarea Mount Wilson se bazează pe liniile spectrale sensibile la gravitația de suprafață.
- Clasificarea Mount Wilson a fost folosită pentru a distinge diferențele de luminozitate între stelele care au o temperatură similară.
- Cloșca cu pui - denumire a roiului deschis Pleiadele.
- coadă a unei comete - formațiune compusă din gaze și praf, uneori din ioni și electroni, și apare, de obicei, în direcția opusă Soarelui.
- coamă (a unei comete) - gaze și praf care se degajă în jurul nucleului unei comete, la apropierea de Soare.
- Coasa - vezi Cefeu.
- combinezon spațial - îmbrăcăminte presurizată ermetic pe care astronauții trebuie să o poarte, pentru securitate, în anumite nave spațiale sau pentru asigurarea supraviețuirii lor în timpul ieșirilor extravehiculare.
- comburant - substanță din compunerea unui combustibil destinat motoarelor cu reacție ale rachetelor, care conținând oxigen, întrețin arderea carburantului în motor.
- Cometa lui Cezar - cea mai cunoscută cometă a Antichității. Vizibilitatea ei de șapte zile a fost luată de romani drept un semn al zeificării lui Iulius Caesar, asasinat cu puțin timp înainte ca această cometă să apară pe bolta cerească.
- cometă - (cu simbolul astronomic ) este, în astronomie, un mic corp ceresc, de aparență nebuloasă, constituit dintr-un nucleu din gheață, pulberi și roci, pe orbită, în jurul unei stele. Cel mai adesea este vorba despre steaua Sistemului nostru Solar, Soarele.

- cometă periodică - cometă care a fost observată la mai mult decât un periheliu și / sau care are o perioadă mai scurtă de 200 de ani.
- cometă pierdută - cometă care a dispărut la ultima trecere a sa la periheliu.
- cometă stinsă sau cometă degazată - cometă care și-a pierdut majoritatea elementelor volatile devenind astfel un asteroid.
- Complexul din Orion - vezi Norul molecular complex din Orion.
- condiția „fără limită” - concepția că Universul este finit, dar nu are limită (în timpul imaginar).
- conjuncție - Două corpuri cerești se află în conjuncție dacă, văzute de pe al treilea (în general Pământul), apar foarte aproape unul de celălalt, pe bolta cerească.
- constanta cosmologică - un aparat matematic utilizat de Einstein pentru a da spațiu-timpului o tendință intrinsecă de expansiune.
- constantă solară - cantitatea de energie solară pe care o ar primi o suprafață de 1 m2, situată la o distanță de 1 ua (distanța medie dintre Pământ și Soare), expusă perpendicular pe razele Soarelui, în absența atmosferei.
- constelație - mulțime de stele ale căror proiecții pe bolta cerească sunt suficient de aproape pentru ca o civilizație să le lege prin linii imaginare, pentru a forma o formă oarecare. O constelație este, în general, mai complexă decât un asterism, care poate reprezenta o parte dintr-o constelație sau să aparțină mai multor constelații.
- contracție gravitațională - reducerea volumului unei stele datorită forțelor de atracție gravitațională, însoțită de eliberarea unei mari cantități de energie.
- coordonate astronomice - sisteme de coordonate sferice folosite pentru determinarea poziției stelelor sau a altor obiecte astronomice.

- coordonate astronomice orizontale - coordonate astronomice având la bază planul orizontal al observatorului.
- coordonate astronomice ecuatoriale - coordonate astronomice având la bază planul ecuatorului Pământului.
- coordonate galactice - sistem de reperaj pe sfera cerească, adaptat la obiectele situate în Galaxia noastră, fără să fie situate în vecinătatea apropiată Soarelui.
- coroană solară - parte a atmosferei Soarelui situată dincolo de cromosferă și care se întinde pe mai multe milioane de kilometri, diluându-se în spațiu.
- corp ceresc - vezi astru.
- corp planetar - vezi obiect de masă planetară.
- cosmodrom - vezi astrodrom.
- cosmogonic - relativ la cosmogonia mitică sau la cosmogonia științifică.
- cosmogonie:

- cosmogonie mitică - povestire mitică a formării Universului și, adesea, despre emergența societăților;
- cosmogonie științifică - știință a formării obiectelor cerești (planete, stele, galaxii etc.).
- cosmolog - specialist în cosmologie.
- cosmologie - studiul Universului ca un întreg.
- cosmologic - relativ la cosmologie.
- cosmonaut - vezi astronaut.
- cosmonautică - vezi astronautică.
- cosmonavă - vezi astronavă.
- Cosmos:

- Universul considerat în ansamblul său;
- Spațiul extraterestru.
- Crab - nebuloasă cu structură filamentară, aflată în partea estică a constelației Taurul, fiind un rest al supernovei din 1054; conține un pulsar cu perioada de rotație de 0,033 s.
- crater lunar - adâncitură rotundă de pe suprafața Lunii, a cărei formare poate fi pusă pe seama unei activități vulcanice sau a unui bombardament meteoritic; altă denumire: circ lunar.
- Crucea Sudului - constelație din emisfera sudică, cea mai mică dintre toate constelațiile, care conține un roi de stele denumit „Cutia de Bijuterii”.
- curbă de lumină - grafic al evoluției luminozității unui obiect astronomic în funcție de timp.
- Curentul Magellanic (denumit și Curentul lui Magellan) - podul de materie situat în siajul Norilor lui Magellan. Această structură se întinde pe circa 140 de grade pe sfera cerească.
- cvadrant - vechi instrument de măsură a unghiurilor, a cărui plajă este de 90°, ceea ce reprezintă întinderea unui sfert de cerc, sau quadrant / cvadrant, de unde numele său de astăzi. Instrumentul permitea măsurarea înălțimii unui obiect vizat.
- Cvadrantide, uneori Quadrantide - ploaie de meteori foarte activă, între 1 și 5 ianuarie, în fiecare an. Radiantul se află în constelația Bootes. Cvadrantidele au primit numele vechii constelații Cvadrantul, căzută în desuetudine, care ocupa o parte din actuala constelație Bootes. Corpul părinte al Cvadratidelor a fost identificat ca fiind probabil asteroidul 2003 EH1, despre care se crede că are originea în cometa C/1490 Y1.
- Cvadratură, în astronomie, este când longitudinea cerească a doi aștri, în raport cu Soarele, este de 90°.

## D
- damocloid - asteroid care posedă o orbită cu perioadă lungă și excentricitate mare, dar care nu prezintă vreo activitate cometară (coamă sau / și coadă).
- declinație - (simbol  δ „delta”) una din coordonatele astronomice ecuatoriale, care reprezintă unghiul cuprins între direcția spre obiect și planul ecuatorial ceresc. Valoarea unghiului este pozitivă pentru poziții aflate la nord de ecuatorul ceresc și negativă pentru poziții aflate la sud.
- decontaminare - îndepărtare (la temperaturi foarte scăzute) a tuturor microorganismelor din interiorul vehiculelor spațiale, care urmează să fie lansate în spațiul cosmic sau să fie readuse pe Pământ, în vederea menținerii echilibrului ecologic.
- Delfinul - constelație din emisfera sudică, compusă din zece stele vizibile cu ochiul liber; denumire latină: Delphinus.
- Delphinus - vezi Delfinul.
- Deneb - (α Cygni) cea mai strălucitoare stea din constelația Lebăda, cu magnitudinea aparentă 1,25 și care, împreună cu Altair și Vega, formează Triunghiul de Vară.
- Denebola - (β Leo) a doua stea, ca strălucire aparentă, din constelația Leul.
- deplasare spre roșu - fenomen optic (datorat efectului Doppler) de deplasare a liniilor spectrale din spectrul nebuloaselor aflate în afara Galaxiei noastre în direcția lungimilor de undă mai mari.
- depresiunea orizontului - unghiul cu care coboară orizontul din cauza ridicării observatorului deasupra nivelului mării.
- Diagrama Hertzsprung-Russell, prescurtat diagrama H-R - grafic în care este indicată luminozitatea unor mulțimi de stele în funcție de temperatura lor efectivă. Diagramele Hertzsprung-Russel au fost inventate de Ejnar Hertzsprung și Henry Norris Russell.
- diamantul - Vd. infra: Perlele lui Baily.
- dicotomie - (sau dihotomie) fază a Lunii în primul sau în ultimul pătrar.
- dihotomie - vezi dicotomie.
- dimineață - interval de timp care începe în zori (crepusculul matinal), când lumina solară devine vizibilă înainte ca Soarele să răsară, sau la răsărit și se termină la amiază, când Soarele se află cel mai sus pe cer.
- dinamică stelară - ramură a astrofizicii care descrie într-un mod statistic mișcările stelelor prin propria lor gravitație.
- disc de acreție - structură astrofizică formată din materie pe orbită în jurul unui corp ceresc central. Vd. supra: acreție.
- disc galactic - plan în care se află brațele spirale ale galaxiilor spirale și discul galaxiilor cu disc. Vd. infra: galaxie.
- disc protoplanetar - disc circumstelar format din gaze și praf, pornind de la care se formează corpuri cerești (planete, planete pitice, asteroizi și sateliții acestora).
- Distanță Minimă de Intersecție cu o Orbită (abreviat: DMIO; în engleză Minimum orbit intersection distance, abreviat: MOID) - o măsură a riscului de coliziune între obiecte astronomice.
- distanță unghiulară - unghiul dintre semidreptele care unesc un punct de referință (centru sferei cerești) cu doi aștri între care se măsoară distanța.
- distanță zenitală:

- unghiul pe care îl face raza vizuală care pornește de la un observator către un astru de pe bolta cerească cu verticala locului;
- arcul de pe cercul vertical al astrului respectiv cuprins între zenit și astru.
- Double Asteroid Redirection Test - misiune NASA pentru testarea unei metode de apărare împotriva obiectelor din apropierea Pământului.
- Dragonul - constelație din emisfera nordică, situată între Ursa Mare și Ursa Mică și având forma unui șir lung de stele care se încheie cu un trapez.
- Drumul Robilor - denumire populară, românească, a Căii Lactee.

## E
- echinocțiu - moment astronomic în care ziua este egală cu noaptea (în mod obișnuit, 21 martie și 23 septembrie). Vd. infra: linia echinocțiului.
- echipaj uman - persoanele care călătoresc și lucrează în spațiu (astronauți) în cadrul unei misiuni spațiale și care sunt pregătite și instruite pentru a efectua sarcini specifice în timpul misiunilor spațiale, inclusiv cercetare științifică, întreținere și reparații la bordul stațiilor spațiale sau în cadrul altor activități spațiale.
- Eclipsa de Lună are loc atunci când Luna, în mișcarea ei în jurul Pământului, intră în umbra acestuia.
- eclipsă de Soare - (mai precis ocultație solară) se produce atunci când Luna trece între Pământ și Soare prin fața Soarelui.
- ecuatorul ceresc - cerc mare pe sfera cerească, proiecția ecuatorului terestru pe aceasta. Prin extensiune, ecuatorul ceresc corespunde, pentru un obiect ceresc dat, proiecția ecuatorului acelui obiect pe sfera cerească.
- ecuația timpului - parametru utilizat în astronomie pentru a explica mișcarea relativă aparentă a Soarelui față de Soarele mediu, care pot diferi, unul în raport cu celălalt, cu plus sau minus aproximativ un sfert de oră.
- ecuație medie - diferența dintre unghiul orar al Soarelui adevărat (timpul adevărat) și unghiul solar al Soarelui mediu (timpul mediu) la un moment dat; servește la convertirea timpului adevărat în timp mediu și invers.
- efectul de picătură neagră - efect optic generat de difracția instrumentelor optice, observabil în timpul tranzitelor lui Venus și într-o mai mică măsură în timpul tranzitelor lui Mercur prin fața Soarelui.
- efectul Iarkovski - este o consecință a radiației termice primite de un asteroid în timpul deplasării sale pe orbită.
- efemeride - publicație anuală care cuprinde pozițiile aparente al aștrilor pe sfera cerească și alte date despre aceștia.
- ejecție de masă coronală (prescurtat EMC) - bulă de plasmă produsă în coroana unei stele (de exemplu în coroana solară).
- elementele orbitale osculatoare - elemente orbitale date în general, care descriu bine mișcarea curentă, dar fluctuează în timp;
- elementele orbitale proprii - elemente orbitale independente de fluctuațiile care apar de-a lungul timpului.
- Elnath - steaua β Tauri, de magnitudine aparentă 1,65.
- emisferă- fiecare dintre cele două jumătăți ale sferei cerești, mărginite de ecuatorul ceresc și de meridianul de referință.
- emitanță sau iradianță - termen radiometric care cuantifică puterea radiației electromagnetice care lovește pe unitatea de suprafață perpendicular pe direcția sa.
- energie întunecată - formă ipotetică de energie care umple uniform întregul Univers și are o presiune negativă, ceea ce o face să se comporte ca o forță gravitațională respingătoare.
- epiciclu (în sistemul geocentric) - parte a modelului geometric folosit pentru a explica variațiile vitezei și direcției în mișcările aparente ale Lunii, ale Soarelui și ale planetelor.
- epocă - moment în timp folosit ca un punct de referință pentru o cantitate astronomică variabilă în timp, cum ar fi coordonatele cerești sau elemente eliptice orbitale ale unui corp ceresc.
- Equuleus - vezi Calul mic.
- Era spațială - perioadă de timp, care a debutat cu lansarea lui Sputnik 1 și care cuprinde activitățile legate de cursa spațială, explorarea spațiului, tehnologia spațială precum și de evoluțiile culturale influențate de aceste evenimente.
- Eris (136199 Eris) -  planetă pitică cunoscută ca fiind cea mai masivă din Sistemul Solar (cu 27 % mai masivă decât Pluto) precum și a doua cea mai voluminoasă, după Pluto. Eris este al noulea corp cunoscut cel mai masiv și al zecelea cel mai voluminos care orbitează în jurul Soarelui.
- erupție solară - explozie uriașă în atmosfera Soarelui, care poate elibera chiar mai mult de 6 × 1025 J de energie. Termenul este, de asemenea, folosit pentru a desemna fenomenele similare din alte stele. Sinonimie: furtună solară.
- EURONEAR, acronim al European Near Earth Asteroids Research - program de cercetări al cărui obiect este dezvoltarea unei rețele destinate descoperirii și urmăririi obiectelor care intersectează orbita Pământului, inclusiv obiectele clasificate potențial periculoase.
- Excentricitatea orbitală definește, în mecanica cerească și în mecanica spațială, forma orbitelor obiectelor cerești. În mod curent este notată cu {\displaystyle e}.
- exobiologie - vezi astrobiologie.
- exoplanetă - o planetă situată în afara Sistemului Solar; uneori este denumită planetă extrasolară.
- eveniment Miyake - creștere bruscă observată în producția de izotopi cosmogeni, cauzată de razele cosmice.
- evoluția stelelor - vezi faze stelare.

## F
- faculă solară -  pată strălucitoare (observabilă în număr mare) pe suprafața Soarelui, cel mai adesea în preajma petelor solare. Cu toate acestea, faculele solare pot fi observate și la latitudini solare înalte, unde nu se observă nicio pată solară (fapt ce trebuie studiat în viitor).
- Faleza Kuiper - frontiera exterioară a centurii Kuiper.
- familie Hirayama (denumită și familie de asteroizi) - grup de planete minore care împart elemente orbitale similare, precum sunt semiaxa majoră, excentricitatea orbitală sau înclinația orbitală. Se presupune că membrii aceluiași grup sunt fragmente rezultate din coliziuni trecute ale unor asteroizi.
- fața ascunsă a Lunii - emisfera Lunii care este în permanență întoarsă cu spatele spre Pământ, cealaltă față fiind denumită fața vizibilă a Lunii.
- fața vizibilă a Lunii - emisfera Lunii care este în permanență întoarsă spre Pământ, cealaltă față fiind denumită fața ascunsă a Lunii.
- fază - fiecare dintre aspectele succesive pe care le iau Luna (fazele Lunii) și unele planete, determinate de orientarea pe care o au față de Pământ părțile din suprafața lor iluminate de Soare (exemplu: fazele Lunii).
- faze stelare - intervale distincte în evoluția unei stele: contracția gravitațională, stadiul de stea al secvenței principale și stadiul de stea gigantă.
- fenomen lunar tranzitoriu (abreviat FLT, abreviat în engleză LTP) - apariția unei lumini sau a unei modificări de aspect al suprafeței lunare, de scurtă durată.
- Fereastra lui Baade - o regiune a Căii Lactee, situată în apropierea Centrului Galactic, care prezintă particularitatea că nu are cantități semnificative de praf cosmic de-a lungul liniei de vizibilitate de la Pământ.
- filament galactic - structură în formă de fir, compusă din galaxii și / sau roiuri de galaxii. Filamentele galactice sunt printre cele mai mari structuri din Univers, cu o lungime cuprinsă între 50 și 80 Mpc (de la 163 până la 261 de milioane de ani-lumină) .
- filament solar - formație întunecoasă care apare în cromosferă, însoțind erupțiile solare.
- firmament - vezi boltă cerească.
- fizică solară - ramură a astronomiei care se ocupă cu studiul Soarelui, incluzând structura sa, dinamica, activitatea și influența asupra Sistemului Solar și investigând procesele fizice și chimice care au loc în și în jurul Soarelui, precum și interacțiunea sa cu alte obiecte din Sistemul Solar și cu spațiul interstelar.
- flux întunecat - termen din astrofizică ce descrie un fenomen misterios observat recent în unele galaxii și descoperit de o echipă de cercetători condusă de Alexander Kashlinsky.
- forfecare gravitațională - fenomen de distorsiune a imaginilor galaxiilor îndepărtate de către concentrații masice din prim-plan.
- forța Coriolis - forța generată de mișcarea de rotație a Pământului care produce devierea vânturilor spre dreapta în emisfera nordică și spre stânga în emisfera sudică.
- fotometrie astronomică - studiul intensității luminoase a stelelor și a variabilității acesteia. Vezi și astrofotometrie.
- fotosferă - stratul exterior al globului solar sau al unei stele format din gaze și vapori metalici cu temperatura foarte mare, care radiază lumina, constituind sursa principală a luminii solare.
- furtună geomagnetică - fenomen provocat de norii de particule aruncate în spațiu cu ocazia uriașelor explozii solare și care produc o perturbare temporară a magnetosferei.
- furtună solară - vezi erupție solară.
- fuzee - rachetă propulsată prin aer cu ajutorul gazelor arse care ies dintr-un efuzor.

## G
- Gacrux - stea nautică (γ Crucis) din constelația Crucea Sudului, magnitudine aparentă +1,63.
- Galaxia - Vd. supra: Calea Lactee.
- Galaxia Noastră - Vd. supra: Calea Lactee
- galaxie - sistem stelar conținând circa 109-1011 stele, praf cosmic și alte obiecte cerești, având diverse forme și mărimi, menținute împreună de atracția gravitațională.

- galaxie cu disc - galaxie caracterizată prin prezența unui disc galactic în jurul unui bulb galactic care materializează centrul și conține în general o gaură neagră supermasivă.
- galaxie de câmp - galaxie care nu aparține unui roi de galaxii și astfel este izolată gravitațional.
- galaxie eliptică - concentrare elipsoidală (în formă de ou) a unor miliarde de stele, care se aseamănă cu roiurile globulare, la scară mare. Au o foarte mică structură internă, iar densitatea stelelor diminuează încet de la centrul foarte luminos spre margini difuze.
- galaxie inelară - galaxie având forma unui inel. Inelul este constituit din stele albastre masive și relativ tinere, care sunt extrem de strălucitoare. Regiunea centrală conține materie relativ puțin luminoasă.
- galaxie lenticulară - galaxie cu disc fără brațe spirale. Acest tip de galaxii reprezintă tranziția între o galaxie eliptică și o galaxie spirală în Secvența Hubble.
- galaxie neregulată - galaxie care nu prezintă nicio structură regulată sau discernabilă și care, pentru acest motiv, este clasată aparte în clasificarea lui Hubble a galaxiilor. Cele mai multe galaxii neregulate sunt pitice.
- galaxie peculiară - galaxie care are o formă neobișnuită, o dimensiune excepțională sau o compoziție diferită de alte galaxii.
- galaxie pitică - mică galaxie compusă din 100 de milioane până la câteva miliarde de stele, un număr relativ mic în raport cu cele 200 până la 400 de miliarde de stele ale Căii Lactee.
- galaxie satelit - galaxie care gravitează în jurul unei galaxii mai mari.
- galaxie spirală - galaxie care cuprinde mai multe sute de miliarde de stele, care ia o formă turtită de disc, cu o umflătură centrală sferică și luminoasă numită bulb galactic. Discul, în mod tipic, conține mai multe brațe luminoase, în care se află stelele cele mai tinere și cele mai luminoase. Aceste brațe se înfășoară în jurul centrului formând o spirală, dând numele galaxiilor.
- galaxie spirală magellanică - un tip de galaxie spirală care posedă doar un singur braț spiral.
- Gaura Hertzsprung - o regiune a diagramei Hertzsprung-Russell, în care se află foarte puține stele.
- gaură neagră - o regiune a spațiu-timpului de unde nici lumina nu poate ieși, deoarece gravitația este foarte puternică.

- gaură neagră primordială - o gaură neagră creată în Universul foarte timpuriu.
- gaură neagră supermasivă - gaură neagră a cărei masă este de ordinul a unui milion de mase solare sau mai mult.
- Gegenschein - termenul, din germană, cu care Alexander von Humboldt a denumit lumina antisolară.
- Gemenii - una din cele 48 de constelații descrise de Ptolemeu în secolul al II-lea și una dintre cele 88 de constelații moderne. Este cunoscută mai cu seamă prin cele două stele foarte strălucitoare pe care le conține, Castor și Pollux. Denumirea latină a constelației este Gemini. Simbolul său este .
- Gemini -Vd. supra: Gemenii.
- Geminide - ploaie de meteori provocată de un obiect denumit 3200 Phaethon, care se presupune că ar fi o cometă stinsă. Meteorii din acest roi pot fi observați de obicei între 7 și 17 decembrie, cu un vârf de activitate la 14 decembrie. Meteorii acestei ploi au radiantul în constelația Gemenii, cam din dreptul stelei Castor.
- geocentrism - vechi model geometric potrivit căruia Pământul s-ar afla imobil, în centrul Universului. Această teorie datează din Antichitate și a fost apărată îndeosebi de Aristotel și Ptolemeu.
- gigantă - stea de clasă de luminozitate II sau III.

- gigantă albastră - stea foarte caldă, foarte strălucitoare și foarte masivă (mai mult de 18 mase solare), de culoare albastră și de tip spectral O sau B.
- gigantă luminoasă - stea de clasă de luminozitate II.
- gigantă roșie - stea care a evoluat dincolo de secvența principală, devenind astfel gigantă, însă de mai mică talie decât gigantele albastre.
- glitch - variația bruscă a perioadei de revoluție a unui pulsar după încetinirea treptată a rotației acestuia.
- grafic de luminozitate - diagramă în care sunt reprezentate, pentru toate zilele lunii, orele răsăritului și apusului Soarelui și Lunii, durata crepusculului; vezi și luminozitate.
- granulație solară - structură de grăunți strălucitori și calzi, la suprafața Soarelui (pe fotosferă), înconjurați de zone mai întunecate și înguste.
- gravitație sau interacțiune gravitațională - una dintre cele patru interacțiuni fundamentale care acționează în Univers; este interacțiunea fizică responsabilă de atracția corpurilor masive.
- grosisment optic -  o mărime adimensională definită ca raportul dintre unghiul {\displaystyle \alpha _{2}} sub care este văzută imaginea formată de sistemul optic și unghiul {\displaystyle \alpha _{1}} sub care este văzut obiectul.
- gunoi spațial - Vd. infra: resturi spațiale.

## H
- H-alfa - adesea notată cu Hα, în astronomie și în fizică, este o anumită linie de emisie (sau de absorbție) a hidrogenului, la o lungime de undă de 6562,81 Å, echivalentă cu 656,281 nm care este o unitate a Sistemul internațional de unități (SI).
- halou - cerc luminos (și colorat) care, din pricina unor condiții atmosferice, apare uneori în jurul unui astru; alte denumiri: aură, aureolă.
- halou al materiei întunecate (în engleză Dark matter halo) - component ipotetic al unei galaxii care înconjoară discul galactic, întinzându-se cu mult dincolo de limitele vizibile ale galaxiei.
- hartă a cerului -  hartă folosită pentru determinarea pozițiilor corpurilor cerești.
- heliocentrism - teorie fizică, opusă geocentrismului, care plasează Soarele (și nu Pământul) în centrul Universului. Potrivit variantelor mai moderne, Soarele nu se află în centrul Universului, ci este un punct relativ în jurul căruia se organizează propriul nostru Sistem Solar. Chiar dacă sensul acestei afirmații a variat de la primele teorii heliocentrice, acest model rămâne global acceptat pentru descrierea Sistemului Solar.
- heliometru - instrument optic pentru măsurarea distanțelor unghiulare mici dintre aștri, precum și a diametrului aparent al Soarelui și al altor corpuri cerești.
- heliopauză -  limita în care vântul solar (produs de Soare) este oprit de mediul interstelar.
- helioscop - aparat adaptat la o lunetă, care permite observarea fotosferei Soarelui, protejând vederea.
- heliosferă - zonă în formă de bulă alungită în spațiu, produsă de vânturile solare. Limita sa este heliopauza, care delimitează zona de influență a vânturilor solare, când acestea întâlnesc mediul interstelar.
- helioseismologie - știința care se ocupă cu studiul propagării oscilațiilor în Soare.
- Hiade - roi de stele deschis, cel mai aproape de Sistemul Solar și unul dintre cele mai bine studiate, situat în constelația Taurul; este constituit din 300 până la 400 de stele care au caracteristici comune (vârstă, compoziție chimică).
- hipernovă (mai recent, supernovă superluminoasă, abreviat SNSL) - o explozie care ar elibera energia a peste 100 de supernove, adică circa  1046 de jouli. Ar fi vorba de cele mai puternice explozii din Universul nostru după Big Bang. De la sfârșitul anilor 1990, termenul desemnează mai specific prăbușirea unei stele excepțional de masive, la sfârșitul vieții acesteia.

## I
- iarnă - perioadă a anului solar cuprinsă, în emisfera nordică, între solstițiul din decembrie și echinocțiul din martie, iar în emisfera sudică între solstițiul din iunie și echinocțiul din septembrie.
- IAU - acronimul denumirii în limba engleză (International Astronomical Union) a Uniunii Astronomice Internaționale.
- Icarus - asteroid a cărui orbită se apropie la periheliu de două ori mai mult de Soare decât Mercur. Orbita sa foarte excentrică intersectează orbitele planetelor Mercur, Venus, Pământ și Marte.
- imersiune - pătrundere a unui corp ceresc în conul de umbră al unui alt astru sau în dreptul acestuia și pe care se proiectează.
- imponderabilitate - starea în care greutatea obiectelor este (aproape) nulă, percepută în cazul zborurilor spațiale sau în cădere liberă; vezi și microgravitație.
- inel de diamant - vezi perlele lui Baily.
- inel planetar - inel constituit din praf cosmic și alte particule mici ce orbitează în jurul unei planete și au aspectul unor discuri subțiri.
- inflație cosmică sau inflație cosmologică - expansiunea exponențială teoretică a Universului de la sfârșitul marii epoci de unificare, la 10-36 de secunde după Big Bang.
- International Astronomical Union - denumirea în limba engleză a Uniunii Astronomice Internaționale..
- instrument de pasaj - vezi lunetă meridiană.
- instrument universal - instrument utilizat atât la măsurarea unghiurilor din planul orizontal (ca teodolitul) cât și a unghiurilor din planurile verticale (distanțe zenitale), fiind util pentru măsurători astronomico-geodezice de timp și de longitudini, de latitudini și de azimut.
- interacțiune fundamentală - Patru interacțiuni fundamentale sunt responsabile de toate fenomenele fizice observate în Univers, fiecare manifestându-se prin câte o forță denumită forță fundamentală. Acestea sunt: 1.interacțiunea tare / forța nucleară tare, 2. interacțiunea electromagnetică, 3. interacțiunea slabă / forța nucleară slabă, 4. gravitația /  interacțiunea gravitațională.
- interval lunar - intervalul de timp dintre momentul trecerii Lunii prin meridianul locului și cel al mareei înalte.
- iradianță - vezi emitanță.

## Î
- împingător dipol - o zonă din vecinătate Căii Lactee, care exercită o forță de respingere față de Marele Atractor Shapley.
- Înălțimea este unghiul dintre direcția vizată în raport cu orizontala. Înălțimea și azimutul constitue sistemul de coordonate orizontale.
- înălțime deasupra orizontului - coordonată orizontală egală cu distanța unghiulară de la un astru până la proiecția sa pe planul orizontului.
- înălțime (unghi) - în astronomie, este unghiul pe care îl face direcția vizată în raport cu orizontala.
- înclinație orbitală - unghiul dintre un plan de referință și un alt plan sau axa de direcție.

## J
- Jupiter - o planetă gigantă gazoasă, cea mai mare planetă din Sistemul Solar, mai voluminoasă și mai masivă decât toate celelalte planete luate la un loc; a cincea planetă de la Soare (după Mercur, Venus, Terra și Marte).

## K
- Kaus Australis - steaua ε Sagitarii.
- Kochab - Vd. supra: Beta Ursae Minoris (steaua β Ursae Minor).

## L
- latitudine - distanța unghiulară față de ecuator a unui punct oarecare de pe glob, măsurată pe meridianul care trece prin acest punct și exprimată în grade, minute și secunde.

- latitudine cerească - distanța unghiulară de la un astru la ecliptică, măsurată pe cercul de pe sfera cerească ce trece prin astru și prin polii eclipticei.
- latitudine geomagnetică - arc de meridian geomagntic, cuprins între ecuatorul geomagnetic și un punct dat.

- legea lui Hubble enunță că galaxiile se îndepărtează unele de altele cu o viteză aproximativ proporțională cu distanța dintre ele.
- legea Stefan-Boltzmann sau legea Stefan definește relația între radiația termică și temperatura unui obiect considerat drept un corp negru.
- legile lui Kepler descriu proprietățile principale ale mișcării planetelor în jurul Soarelui.
- lentilă gravitațională - curbarea razelor de lumină din apropierea unui corp ceresc de masă foarte mare.
- Leonide - un roi de meteori care se poate observa, în general, în jurul datei de 17 noiembrie. Corpul părinte este cometa Tempel-Tuttle.  Radiantul Leonidelor se află în constelația Leul. Vd. infra.
- Leul (în latină, Leo) - constelație de pe ecliptică, traversată de Soare, între 10 august și 16 septembrie. Simbolul ei zodiacal este  (Unicode: ♌).
- Leo - denumirea latină a constelației Leul
- Libra - denumirea latină a constelației Balanța.
- librație - oscilație lentă, reală sau aparentă, a unui satelit, așa cum este văzută de pe corpul ceresc în jurul căruia orbitează.

- librație lunară - balansare aparentă a Lunii, datorată orbitei eliptice pe care o descrie în jurul Pământului. Librația permite îndeosebi unui observator aflat la suprafața Pământului să vadă mai mult de 50 % din suprafața Lunii.
- lift spațial -  structură pentru lansările spațiale care nu implică o rachetă, proiectată pentru a transporta materiale de pe suprafața corpurilor cerești în spațiul cosmic.
- limb - marginea discului unui astru.

- limb lunar - marginea discului Lunii.
- limita Chandrasekhar - masa maximă posibilă a unei stele reci stabile, peste care aceasta trebuie să sufere un colaps formând o gaură neagră.
- linia apsidelor -  dreapta care unește periapsida cu apoapsida unei orbite date.
- linia echinocțiilor sau linia echinocțială - dreapta de intersecție a planului eclipticii (care este același cu cel al orbitei Pământului) cu planul ecuatorului ceresc (care este același cu cel al ecuatorului terestru). Ea este perpendiculară pe linia solstițiilor sau linia solstițială.
- linia nodurilor - dreapta intersecției planului unei orbite cu un plan de referință, de exemplu planul eclipticii. Vd. infra.
- linie de îngheț - distanța față de o stea la care temperaturile sunt suficient de scăzute pentru ca anumite compuși volatili, precum apa, amoniac și metanul să condenseze în formă solidă.
- Lira - constelație mică situată în emisfera boreală.
- Lobul lui Roche - o regiune a spațiului din jurul unei stele, componentă a unui sistem binar, în cadrul căreia materialul orbitant este legat gravitațional de această stea.
- Luceafărul - denumire populară, românească, a planetei Venus.
- lumina cerului nocturn - foarte slabă emisie de lumină (cu surse cosmice diferite) vizibilă prin atmosfera terestră, care împiedică (astfel) ca noaptea să fie un întuneric absolut.
- lumină antisolară - pată foarte slab luminoasă care se vede noaptea pe cer, în locul opus Soarelui.
- lumină zodiacală - pată luminoasă care, în emisfera nordică, se vede toamna spre est, înainte de răsăritul Soarelui, și primăvara spre vest, după apusul Soarelui.
- luminozitate - strălucire a stelelor, exprimată fie prin emisiunea totală de energie luminoasă, fie în raport cu luminozitatea Soarelui; vezi și grafic al luminozității.

- luminozitate solară -  unitatea de luminozitate folosită, în mod convențional, în astrofizică, pentru exprimarea strălucirii stelelor. Este egală cu luminozitatea Soarelui. Simbolul acestei unități și valoarea sa sunt: L☉ = 3,846×1026 W, unde {\displaystyle \odot } este simbolul astronomic al Soarelui.

- lunație - intervalul de timp care separă două Luni noi consecutive.
- lună lunară - unitate de timp care corespunde duratei dintre două ocurențe a unei poziții relative a Lunii și a Soarelui.

- lună anomalistică -  intervalul de timp dintre două perigee ale Lunii.
- lună draconitică - perioada dintre două treceri ale Lunii la același nod al orbitei sale.
- lună siderală - timpul necesar ca Luna să efectueze o revoluție completă a orbitei, măsurate într-un sistem de referință fix;
- lună sinodică - Vd. supra: lunație.
- lună tropică - timpul necesar ca Luna  să-și regăsească aceeași longitudine ecliptică.
- lunetă astronomică  - instrument optic, alcătuit din mai multe lentile, montate într-un tub optic, care permite creșterea mărimii aparente și a luminozității obiectelor cerești în timpul observării lor.
- Lupul - constelație din emisfera sudică, situată pe Calea Lactee, între constelațiile Scorpionul și Centaurul.
- Lyride - importantă ploaie de meteori activă între 16 aprilie și 26 aprilie, în fiecare an. Are radiantul în constelația Lyra / Lira (vd. supra), corpul părinte fiind cometa C/1861 G1 (Thatcher).

## M
- magnetopauză - granița dintre magnetosferă, care este dominată de câmpul magnetic al Pământului, și spațiul interplanetar, care este dominat de vântul solar.
- magnitudine absolută (notată cu mag.abs.) - mărime egală cu magnitudinea aparentă a unui obiect dacă acesta ar fi situat la distanța standard de 10 parseci de Pământ.
- magnitudine aparentă (notată cu m) - mărime care caracterizează strălucirea unui corp ceresc așa cum apare el unui observator uman.
- Maratonul Messier - competiție între astronomi (mai ales amatori).  Scopul este observarea, într-o singură noapte, a unui număr cât mai mare din cele 110 obiecte recenzate în Catalogul Messier, cu ajutorul unui telescop sau al unei lunete astronomice (fără folosirea unor softuri informatice).
- Marea Istorie - disciplină academică care examinează istoria de la formarea Universului (Big Bang) până la epoca actuală.
- Marea nebuloasă Andromeda - vechea denumire, utilizată până în anii 1920, a Galaxiei Andromeda.
- Marele Magnet sau Marele Atractor - o anomalie gravitațională situată în spațiul intergalactic, la o distanță de aproximativ 65 de Megaparseci sau 250 de milioane de ani-lumină, în constelația Echerul.
- Marele Nor al lui Magellan - galaxie pitică din Grupul Local, situată în constelațiile Peștele de Aur și Platoul. Este un satelit al Căii Lactee.
- Marele Vid - Vd. infra: Vidul din Boarul.
- Marte -  a patra planetă de la Soare, în ordine crescătoare, și a doua ca masă, tot în ordine crescătoare, din cele opt planete ale Sistemului Solar; una din cele patru planete telurice, alături de Mercur, Venus și Pământ.
- masă joviană - unitate de masă egală cu 1,8.986×1027 kg (masa planetei Jupiter), utilizată pentru a exprima masa obiectelor substelare.
- masă solară (notată cu de obicei cu {\displaystyle M_{\odot }}, uneori cu  {\displaystyle M_{S}}, iar alteori cu {\displaystyle S}) este o mărime fizică, în același timp constantă astronomică și unitate de masă a Sistemului astronomic de unități al Uniunii Astronomice Internaționale. Masa solară este utilizată în astronomie și astrofizică pentru a compara masele stelelor și ale altor obiecte astronomice mari (de exemplu galaxii). Ea este egală cu masa Soarelui și este de 332.946 de ori masa Pământului.
- masă terestră (sau masa Pământului) - (notată cu M⊕ sau MT) mărime fizică și unitate de masă utilizată în astronomie. Valoarea sa este estimată la  5,9736×1024 kg.
- materia întunecată - o categorie ipotetică a materiei care nu poate fi observată în mod direct, deoarece, spre deosebire de materia cunoscută, nu ar emite radiații electromagnetice și s-ar manifesta numai prin efectele gravitaționale.
- maximum solar - perioada cu cele mai multe activități solare în ciclul solar al stelei noastre.
  - maximul modern -  perioada actuală de activitate solară relativ ridicată, începută în jurul anului 1950.
- Mânzul - vezi Calul mic.
- mecanică cerească -  termen care desemnează mișcarea obiectelor astronomice, precum sunt stelele, planetele, asteroizii și cometele, cu ajutorul teoriilor fizicii și matematicii.
- mecanică spațială - Vd. supra: astrodinamică.
- mediu intergalactic (sau spațiu intergalactic) - aranjări ale materiei situate în afara galaxiilor.
- mediu interplanetar - materia care umple sistemul solar și prin care trec toate corpurile cerești ale acestuia.
- mediu interstelar - materia care, într-o galaxie, umple spațiul dintre stele și se integrează în mediul intergalactic înconjurător. Este un amestec de gaze (ionizate, atomice și moleculare), de raze cosmice și praf.
- Mercur - planeta cea mai aproape de Soare și cea mai puțin masivă din Sistemul Solar; una dintre cele patru planete telurice, alături de Marte, Venus și Pământ.
- meridian ceresc - vezi cerc orar.
- Messier 45 / M 45 - Vd. infra: Pleiadele.
- meteorit - obiect solid de origine extraterestră care traversând atmosfera terestră nu și-a pierdut întrega masă și care atingând suprafața solidă nu s-a volatilizat în întregime la impactul cu această suprafață.
- meteoroid - un mic corp din Sistemul Solar provenind din dezagregarea (în general parțială) a unui asteroid sau a nucleului unei comete. La contactul cu atmosfera (terestră), prin frecare cu aceasta, micile corpuri dau naștere fenomenului optic numit meteor — o dâră luminoasă denumită uneori „stea căzătoare”. Unele din micile corpuri nu ard complet până ajung pe suprafața terestră, resturile nearse fiind denumite meteoriți.
- metoda aliniamentelor - trecere de la poziția unei constelații la aceea a celorlalte prin prelungiri de linii, pentru găsirea și recunoașterea poziției unei alte stele.
- metoda dinamică - tehnică utilizată pentru a determina masele corpurilor cerești pe baza legilor mișcării și a influențelor gravitaționale reciproce.
- microgravitație - condiția în care un obiect sau un individ se află într-un mediu în care gravitația este prezentă, dar efectul ei este foarte redus; acest lucru poate fi experimentat pe orbita Pământului sau în condiții în care o navă spațială se află în cădere liberă; vezi și imponderabilitate.
- micronovă -  tip de explozie termonucleară pe suprafața unei pitice albe cu aproximativ o milionime din puterea unei nove.
- Micul Nor al lui Magellan - galaxie pitică din Grupul Local, situată în constelația Tucanul. Satelit al Căii Lactee, este o galaxie neregulată înrudită cu o galaxie spirală magellanică a cărei bară este vizibilă, însă al cărei braț spiral este foarte dispersat.
- Minimul lui Dalton -  perioadă de activitate solară scăzută, care a avut loc între 1790 și 1830.
- Minimul lui Maunder - epocă situată aproximativ între anii 1645 și 1715, în timpul căreia numărul de pete solare a fost, în mod semnificativ, mai slab decât azi. Această epocă este corespunzătoare mijlocului unei perioade denumite mica eră glaciară, în care climatul terestru era destul de friguros, cel puțin în Europa, în America de Nord, în Africa de Nord și în China.
- minimum solar - perioada cu cele mai puține activități solare în ciclul solar al stelei noastre.
- misiune spațială - operațiune planificată și executată pentru a trimite nave spațiale, sonde sau echipaj uman în spațiu pentru a realiza anumite obiective științifice, de cercetare, explorare a spațiului sau alte activități specifice; vezi și zbor spațial.
- mișcare aparentă -  mișcarea aștrilor pe sfera cerească, rezultat al compunerii mișcării astrului studiat și cea a Pământului.
- mișcare progradă - Un corp ceresc are o mișcare progradă (sau directă), dacă efectuează o revoluție în jurul corpului său de referință, în sensul trigonometric, când sunt privite de la Polul Nord al planului de revoluție.
- mișcare retrogradă - Un corp ceresc are o mișcare retrogradă, adică inversă mișcării prograde, dacă efectuează o revoluție în jurul corpului său de referință în sensul acelor ceasornicului, când sunt privite de la Polul Nord al planului de revoluție.
- Mizar - (ζ Ursae Majoris) sistem cvadruplu de stele din Ursa Mare, aflat la circa 80 ani lumină de Soare și care, aparent, se află în apropierea lui Alcor, cele două sisteme formând o stea dublă optică.
- montură altazimutală sau montură azimutală - sistem mecanic care susține instrumentul astronomic și permite orientarea acestuia în mișcări paralele cu orizontul (azimutul) sau perpendicular pe acesta (înălțime).
- montură ecuatorială - montură folosită pentru lunetele astronomice, telescoape și camere astronomice, care compensează rotația Pământului,  având o singură axă de rotație, paralelă cu axa de rotație a Terrei.
- motor cu reacție - motor în care forța de propulsie este obținută datorită evacuării unui flux de gaze (jet reactiv); poate fi de două feluri: motor aeroreactor și motor-rachetă.
- motor ionic - motor care își produce forța de propulsie accelerând ioni la foarte mare viteză.
- motor-rachetă - motor cu reacție folosit ca propulsie în atmosfera rarefiată sau în spațiul cosmic, la care combustibilul este un amestec de carburant și comburant, acesta din urmă fiind: oxigen lichid, acid azotic etc.

## N
- Nadir - punctul de pe sfera cerească reprezentativ al direcției verticale descendente, adică punctul de pe sfera cerească aflat chiar dedesubtul observatorului. Este opusul Zenitului.
- navă cosmică (sau spațială) - vezi astronavă.
- navigație spațială - vezi astronavigație.
- Nebuloasa Cap de Cal -  cunoscută oficial sub numele de Barnard 33 (IC 434 desemneză nebuloasa de emisie din ultimul plan), este o nebuloasă obscură din constelația Orion. Este situată chiar sub Alnitak (ζ Ori), steaua cea mai la est a Centurii lui Orion.
- Nebuloasa Orion - cunoscută ca M42 sau NGC 1976, este un nor difuz care strălucește în emisie și în reflexie, în centrul constelației cu același nume.
- Nebuloasa Sacul cu Cărbuni este regiunea cea mai întunecată a Căii Lactee. Este o nebuloasă obscură, un nor de gaz și de praf interstelar care se prăbușesc pe ele însele, când masa lor este suficientă, formându-se stele.
- Nebuloasa solară - nor molecular interstelar din care s-a format Sistemul Solar acum 4,5 miliarde de ani.
- nebuloasă - obiect ceresc compus din gaz rarefiat, ionizat sau din praf interstelar.

-  nebuloasă de absorbție - Vd. infra: nebuloasă obscură.
- nebuloasă de emisie - nor de gaz ionizat în mediul interstelar care absoarbe lumina unei stele calde apropiate și care o reemite sub forma unor culori variate cu energii mai joase.
- nebuloasă de reflexie - nor de praf interstelar care reflectă lumina unei sau mai multor stele vecine.
- nebuloasă întunecată - Vd. infra: nebuloasă obscură.
- nebuloasă obscură - regiune în care praful interstelar pare că se concentrează în nori mari care apar în regiuni sărace în stele. Nebuloasele obscure pot fi văzute dacă întunecă o parte a unei nebuloase de emisie sau de reflexie (cum este  nebuloasa Cap de Cal, din constelația Orion), sau dacă blochează lumina emisă de stele din ultimul plan (cum este nebuloasa Sacul cu Cărbuni, din constelația Crucea Sudului). Alte denumiri: nebuloasă întunecată și nebuloasă de absorbție.
- nebuloasă planetară - nebuloasă de emisie constituită dintr-o cochilie de gaz în expansiune ejectat de o stea la sfârșitul vieții, în tranziție de la starea de gigantă roșie la starea de pitică albă în timpul ramurii asimptotice a gigantelor.
- NGC 1432/35 - Vd. infra: Pleiadele.
- Neptun - cea de-a opta planetă a Sistemului Solar, situată la o distanță medie de 4,4967 miliarde km de Soare și circa 4,347 miliarde km de Pământ.
- nod - punct de intersecție al orbitei unui corp ceresc cu planul principal al sistemului de referință (de regulă ecliptica).
  - nod lunar -  punct pe orbita Lunii, în care acesta traversează ecliptica.
  - nod ascendent - punctul în care traiectoria aparentă unui astru traversează ecliptica din emisfera cerească sudică spre emisfera nordică.
  - nod descendent - punctul în care traiectoria aparentă unui astru traversează ecliptica de la nord la sud.
- nopți albe - nopți luminoase, caracteristice zonelor subpolare (situate între 50 și 65° N și S), unde, în perioada solstițiului de vară, nu se produce noaptea o întunecare completă, deoarece Soarele nu coboară prea mult sub orizont.
- nor interstelar - denumirea generică dată acumulărilor de gaz și praf din Galaxia Noastră.
  - nor molecular - nebuloasă interstelară care are o densitate și o talie suficientă pentru a permite formarea de H2, hidrogen molecular.
- Norul Interstelar Local - nor interstelar, în care se deplasează Sistemul Solar. Măsoară circa 30 de ani-lumină.
- Norul lui Hills- vastă mulțime sferică ipotetică de corpuri din norul lui Oort, aflat dincolo de orbita planetelor cunoscute și de centura Kuiper și care ar fi situat între 100 și 3.000 de unități astronomice (frontiera internă) și 2−3×104 unități astronomice (frontiera externă) de la Soare.
- Norul lui Oort - vastă mulțime sferică ipotetică de corpuri situată aproximativ de la 20.000 - 30.000 de unități astronomice până la peste 100.000 ua, cu mult dincolo de orbitele planetelor cunoscute și Centura Kuiper.
- Norul molecular complex din Orion -  mare nebuloasă situată în constelația Orion; altă denumire: complexul din Orion.
- novă - stea care devine, pe neașteptate, extrem de strălucitoare. Această luminozitate puternică nu durează decât câteva zile, după care steaua își reia apoi, în mod treptat, strălucirea inițială.
- novă pitică - un tip de stea variabilă cataclismică constituită dintr-un sistem strâns de stele binare, dintre care una din componente este o pitică albă, care acretează materia companionului său.
- nucleosinteză stelară - procesul prin care elementele chimice mai grele decât hidrogenul și heliul sunt formate în interiorul stelelor prin reacții nucleare; joacă un rol esențial în evoluția și compoziția Universului.
- nucleul unei comete este partea solidă a acestui corp ceresc. În general este format din apă înghețată, roci, praf, gaze înghețate.
- numărul Wolf (cunoscut și ca Numărul Zürich) - metodă de determinare a numărului de pete solare și a grupurilor de pete solare de pe suprafața Soarelui.
- Nunki - steaua σ Sagitarii.

## O
- obiect astronomic - Vd. supra: astru.
- obiect ceresc - Vd. supra: astru.
- obiect de masă planetară sau corp planetar este un obiect ceresc cu o masă care se încadrează în domeniul definiției unei planete.
- obiect de câmp - obiect ceresc care nu aparține niciunui grup sau roi, în particular niciunui roi de stele sau unei asociații de stele.
- obiect detașat - obiect transneptunian din Sistemul Solar al cărui periheliu este suficient de distant de influența gravitațională a planetelor gigante, îndeosebi a planetei Neptun, pentru a avea un comportament detașat, de influențele acestora.
- obiect din apropierea Pământului - obiect cosmic cu orbita în apropierea Terrei, cu o distanță a periheliului mai mică de 1,3 unități astronomice față de Pământ; vezi și Double Asteroid Redirection Test.
- obiect Messier - unul din cele 110 obiecte astronomice care sunt incluse în catalogul întocmit de astronomul Charles Messier.
- obiect mic din Sistemul Solar - corp ceresc din Sistemul Solar, care orbitează în jurul Soarelui și care nu este nici planetă, nici planetă pitică.
- obiect transneptunian - orice obiect din Sistemul Solar a cărui orbită se află, în întregime sau în cea mai mare parte, dincolo de orbita planetei Neptun.
- observator astronomic - loc amenajat și destinat observațiilor astronomice.
- ochiul liber - termen care se referă la evenimentele astronomice care pot fi observate fără vreun instrument optic (telescop, lunetă etc.).
- Ochiul-Taurului - unul din numele celei mai strălucitoare stele, din constelația Taurului, Alpha Tauri, Aldebaran.
- ocultație - ascundere temporară a unui obiect ceresc îndărătul altui corp ceresc, față de un observator aflat pe alt corp ceresc.

- ocultație solară - vezi: Eclipsă de Soare.
- Omul cu Șarpele - Vd. infra: Ophiuchus.
- Ophiuchus sau Ofiucus, cunoscută și cu denumirea de Omul cu Șarpele, este o constelație din emisfera nordică; este traversată de Soare din 29 noiembrie până în 18 decembrie.
- opoziție -  termen utilizat în astronomie când două obiecte cerești, văzute de pe un al treilea, se află pe partea opusă a sferei cerești, unul față de celălalt.
- orbită - traiectoria urmată de un corp  prin spațiul cosmic, în jurul unui alt corp sub efectul gravitației.

- orbită circulară - orbită a cărei traiectorie este sub formă de cerc.
- orbită geocentrică - orbită a unui corp în revoluție în jurul Pământului.
- orbită geostaționară, abreviat GEO (în engleză, geostationary orbit) - orbită circulară în jurul Pământului, caracterizată printr-o înclinație orbitală nulă și o viteză orbitală identică cu aceea a Pământului.
- orbită de transfer geostaționară - orbită intermediară care permite plasarea sateliților pe orbita geostaționară.
- orbită geosincronă - orbită a cărei perioadă este egală cu o zi siderală. Aceasta implică o altitudine de circa 35.786 km.
- orbită heliocentrică - orbită a unui corp în revoluție în jurul Soarelui.
- orbită kepleriană -  orbita unui corp în interacțiune gravitațională cu un singur alt corp, fiecare corp fiind asimilabil unui punct.
- orbită selenocentrică  -  orbită a unui corp în rotație directă în jurul Lunii.
- Orbita joasă a Pământului sau Orbita terestră joasă - zonă a orbitei terestre, situată între atmosferă și centura lui Van Allen.
- Orbita osculatoare a unui obiect din spațiu, la un moment dat, este  orbita kepleriană gravitațională (eliptică sau conică) pe care acest obiect ar fi avut-o în raport cu corpul central în absența perturbațiilor.
- Orion - cunoscută și drept Vânătorul, este o constelație în emisfera nordică.
- orizont:

-  linie care delimitează aparent sfera cerească de suprafața globului pământesc;
- porțiune a suprafeței globului terestru vizibilă pe un teren deschis.
- orizont de evenimente - limită a unei găuri negre.
- oscilație Chandler⁠(en)[traduceți] - tip de nutație a Pământului cu o periodicitate de circa 14 luni, care face să varieze lungimea zilei.

## P
- paleoastronomie - Vd. supra: arheoastronomie.
- Parametrul gravitațional standard al unui corp - produsul constantei planetare gravitaționale cu masa acelui corp.
- Parametrul lui Tisserand - în raport cu o planetă P, este un parametru fără dimensiuni, care caracterizează influența gravitațională a planetei P asupra unei planete minore.
- Parker (sondă spațială) - Sonda solară Parker (în engleză Parker Solar Probe, abreaviat PSP) este un observator solar spațial dezvoltat de NASA, a cărui lansare a avut loc la 12 august 2018. Obiectivul misiunii este studierea coroanei solare.
- Parsec (simbol: pc) - unitate de măsură a lungimii definită ca distanța de la care 1 UA se vede sub unghiul de 1" sau Pământul are o mișcare de paralaxă de 1".
- pată solară - o regiune întunecată pe suprafața Soarelui (fotosferă) care este marcată de o temperatură inferioară celei a mediului înconjurător și de o intensă activitate magnetică.
- Pământ -  planetă a Sistemului Solar, a treia de la Soare și a cincea cea mai mare, ca talie și masă, din acest sistem planetar, fiind cea mai masivă dintre planetele telurice. Altă denumire: Terra.
- Părul Berenicei (în latină, Coma Berenices) - constelație puțin luminoasă care se află chiar la est de constelația Leul.
- pânză fotonică - vezi velă solară.
- Pegas - constelație din emisfera nordică, situată la sud de constelația Andromeda, la nord de constelația Peștii și la nord-vest de constelația Vărsătorul. Este a șaptea constelație de pe cer, ca întindere.
- periaps, periapsis, periapsidă, pericentru sau apsidă inferioară - punctul de pe orbita unui obiect ceresc, în care distanța este minimă în raport cu focarul acestei orbite.
- perilunar - vezi circumlunar.
- perioadă - interval de timp care se scurge între cele două momente în care se reproduce un fenomen astronomic; interval de timp după care un astru, în mișcarea sa, se află în aceeași situație relativă față de un anumit reper.
- periorbital - vezi circumorbital.
- peripolar - vezi circumpolar.
- periscop solar - periscop special cu care se fotografiază poziția față de orizont a discului solar.
- periterestru - vezi circumterestru.
- perlele lui Baily (uneori mărgelele lui Baily, ori boabele lui Baily) - fenomen optic care poate fi observat în timpul unei eclipse totale de Soare; cu puțin înainte sau după totalitate, timp de câteva secunde, apar puncte luminoase pe limbul lunar, așa cum sunt înșirate perlele pe un colier. Diamantul (sau inelul de diamant) este un caz particular al perlelor lui Baily, când pe limb se observă doar un singur punct foarte strălucitor.
- Perseide - ploaie de meteori al cărei corp părinte este cometa Swift-Tuttle. Radiantul Perseidelor se află în constelația Perseu. Vd. infra.
- Perseu - constelație din emisfera nordică, relativ întinsă, care posedă multe stele strălucitoare, dintre care o stea variabilă, Algol (β Persei); denumire populară: Barda.
- pilot automat - sistem de comandă, bazat pe principiul giroscopului, care conduce automat o navă spațială și care îndeplinește o parte din funcțiile pilotului uman.
- Pi Puppide - ploaie de meteori al cărei radiant este situat în constelația Pupa, la câteva grade spre sud de steaua Pi Puppis. Ploaia de meteori este vizibilă în jurul datei de 23 aprilie, însă doar în anii din vecinătatea datei trecerii la periheliu a corpului părinte, cometa periodică 26P/Grigg-Skjellerup.
- pitică albă - stea rece stabilă, susținută de repulsia dintre electroni datorată principiului de excluziune.
- pitică cenușie -  obiect substelar a cărui masă adevărată este inferioară masei minime necesare fuziunii termonucleare a hidrogenului, dar superioară celei necesare fuziunii termonucleare a deuteriului, corespunzând unei mase situate între 13 MJ și 75 MJ. Mai simplu, este vorba de un obiect insuficient de masiv pentru a fi considerat o stea, însă mai masiv decât o planetă gigantă.
- pitică galbenă - stea de tip G V (citit: „G cinci”), adică stea galbenă din secvența principală, având clasa de luminozitate V și fiind de tip spectral G (stea galbenă). Masa unei pitice galbene este cuprinsă între 0,8 și 1,2 {\displaystyle M_{\odot }}. Soarele este un exemplu tipic de stea pitică galbenă.
- pitică neagră - evoluția ipotetică a unei stele pitice albe, care s-a răcit suficient pentru a nu mai emite lumină vizibilă.
- pitică roșie - stea din secvența principală, de tip spectral M V (citit: „M cinci”), adică este de tip spectral M (stea roșie), clasa de luminozitate V.

- pitică orange - stea de tip K V (citit: „K cinci”), adică stea care aparține secvenței principale (clasă de luminozitate V) de tip spectral K (stea orange), denumită târzie (pitice orange, cele mai reci); aceste stele sunt uneori incluse printre piticele roșii. Ele se situează între piticele galbene (analoage Soarelui) și piticele roșii.
- placa Pioneer - denumirea a două plăci metalice, plasate la bordul navelor Pioneer, care conțin un mesaj simbolic gravat și care poate fi descoperit de o eventuală formă inteligentă de viață extraterestră.
- plajă solară - regiune luminoasă din cromosfera Soarelui, de obicei întâlnită în regiunile de lângă petele solare.
- plan meridian - plan definit de verticala locului și de axa lumii.
- Planeta Nouă - o ipotetică planetă gigantă, cu o masă de aproximativ 10 ori mai mare ca cea a Pământului, aflată la marginea Sistemului Solar.
- planetarium - încăpere (sală) cu tavanul sub formă de cupolă pe care sunt prezentate cerul cu corpurile cerești, cu ajutorul unui proiector; prin metonimie, proiectorul specific care permite simularea cerului pe un ecran emisferic, ca și sala unde funcționează proiectorul, chiar și structura organizată în jurul său.
- planetă - corp ceresc care orbitează în jurul Soareui sau în jurul unei alte stele, care posedă o masă suficientă pentru ca gravitatea sa să o mențină în echilibru hidrostatic, adică sub o formă aproape sferică, nu suferă în interiorul său reacții de fuziune nucleară și și-a eliminat orice „corp rival” care se deplasase pe orbita sa sau pe o orbită apropiată.

- planetă de carbon -  planetă ipotetică ai cărei compuși de carbon (carburi și carbonați) sunt principalii constituenți.
- planetă extrasolară - Vd. supra: exoplanetă.
- planetă gazoasă -  planetă gigantă compusă îndeosebi din gaze ușoare, adică din hidrogen și din heliu. Uneori este denumită gigant gazos, planetă joviană, sau planetă gigantă.
- planetă inferioară - planetă a cărei orbită se află între Soare și orbita Pământului: Mercur și Venus.
- planetă minoră - obiect astronomic care orbitează direct în jurul Soarelui și care nu este nici o planetă dominantă și nu a fost nici inițial clasificată ca o cometă.
- planetă pitică - obiect ceresc din Sistemul Solar, de clasă intermediară între o planetă și un obiect mic din sistemul solar.
- planetă superioară - planetă a cărei orbită este mai îndepărtată de Soare decât orbita Pământului: Marte, Jupiter, Saturn, Uranus și Neptun.
- planetă telurică - planetă compusă îndeosebi din roci și metal care posedă, în general, trei învelișuri concentrice (miez sau nucleu, manta și scoarță sau crustă). Uneori este denumită planetă terestră.
- planetă transneptuniană - planetă din sistemul solar a cărei orbită este dincolo de orbita lui Neptun.

- planetezimal - corp ceresc constituit într-un disc protoplanetar.
- Planet Hunters - proiect științific public de descoperire a exoplanetelor cu ajutorul ochilor umani.
- planul eclipticii - planul de referință al sistemului de coordonate cerești denumit sistem de coordonate ecliptice.

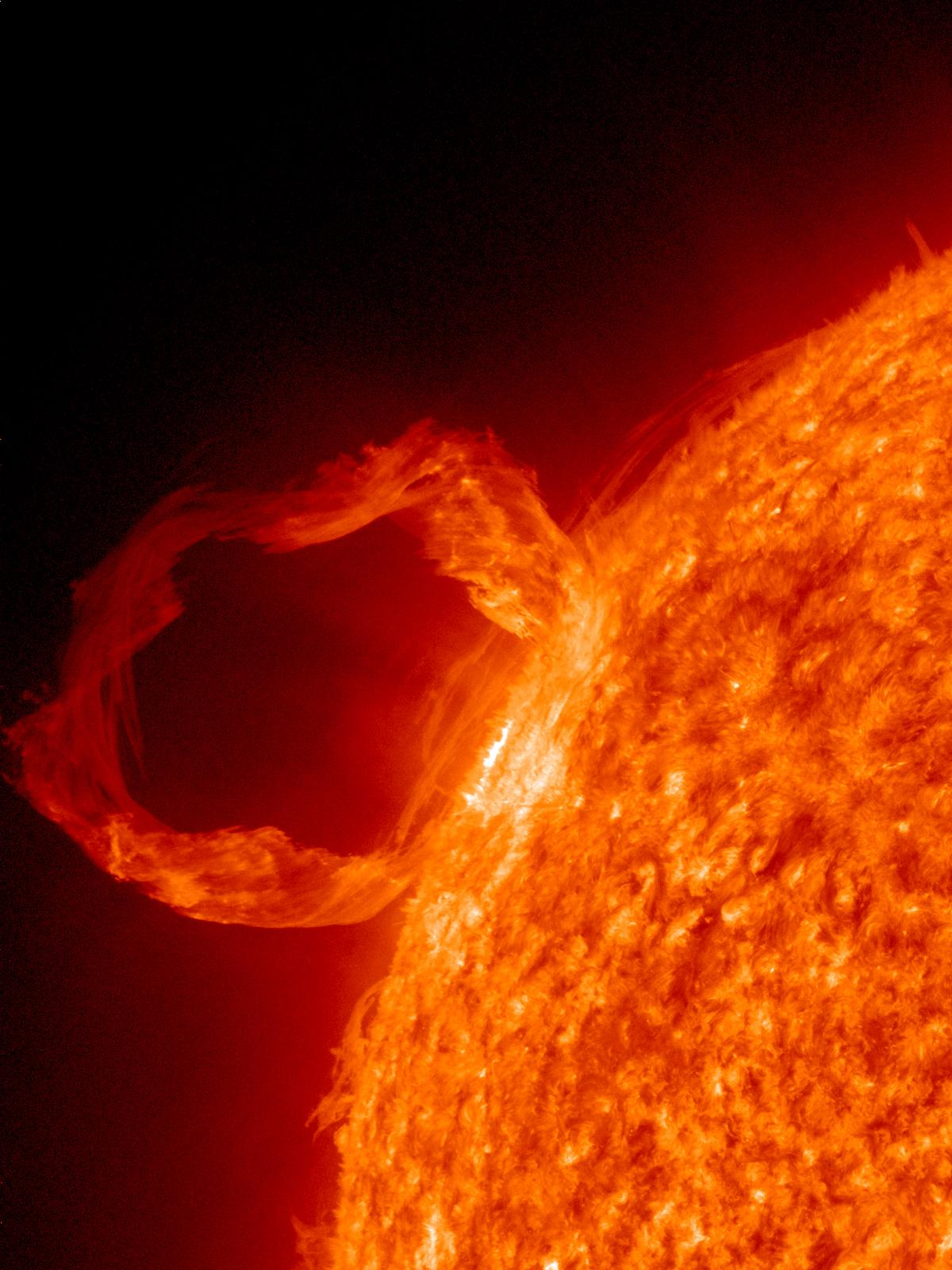
Soarele este un bulgăr de plasmă.

- plasmă - o stare a materiei, precum sunt starea solidă, starea lichidă sau starea gazoasă, deși nu este o transformare bruscă pentru trecerea de la una dintre aceste stări la plasmă sau reciproc.

- plasmă astrofizică - plasmă situată în exteriorul Sistemului solar și studiată de astrofizică.

- Pleiadele (denumit și Messier 45 / M 45 precum și NGC 1432/35) - roi deschis de stele care face parte din constelația Taurul. Vd. infra.
- ploaie de meteori -  eveniment ceresc în care mai mulți meteori (fenomen luminos) sunt observați pe cerul nopții, aparent radiind dintr-un punct fix (numit radiant).
- ploaie de stele - vd. ploaie de meteori.
- Plușul Local - Vd. Norul Interstelar Local.
- Pluto (134340 Pluto) - planetă pitică, cea mai voluminoasă cunoscută din Sistemul Solar și a doua cea mai masivă după Eris. Deseori este denumită Pluton.
- pol - fiecare dintre cele două extremități ale axei Pământului.
- pol ceresc - fiecare dintre cele două puncte în care bolta cerească pare să fie intersectată de axa în jurul căreia se efectuează mișcarea diurnă a aștrilor.
- polară (variabilă cataclismică) - sistem binar variabil cataclismic care posedă un puternic câmp magnetic.
- Polaris - steaua cea mai strălucitoare din constelația Ursa Mică, cunoscută prin faptul că indică direcția polului nord ceresc, cu o bună precizie, fapt ce i-a conferit denumirea de Steaua Polară.  Este cunoscută și sub denumirea de Alpha Ursae Minoris. Denumirea Polaris a fost adoptată de Uniunea Astronomică Internațională, în 2016, ca denumire oficială.
- Pollux (Beta Geminorum, β Gem / β Geminorum) - steaua cea mai strălucitoare din constelația Gemenii și una dintre cele mai strălucitoare de pe cerul nocturn. Pollux este și prima stea vizibilă cu ochiul liberă cunoscută că posedă o exoplanetă pe orbită.
- populație de stele - ansamblu de stele grupate după vârstă, poziție, compoziție chimică.
- principiul antropic - concepție conform căreia Universul este vizibil în forma cunoscută, în caz contrar omenirea nu ar exista pentru a-l observa.
- prismă Amici - numită după inventatorul său, astronomul italian Giovanni Battista Amici, este un tip de prismă dispersivă compusă care este utilizată pe scară largă în spectrometrie precum și ca redresoare a imaginii.
- prismă Koss - prismă pentagonală montată pe un sextant, pentru măsurarea depresiunii orizontului și refracției terestre.
- proces s - mulțime de procese astrofizice care conduc la nucleosinteza a circa jumătate din elementele chimice cu număr atomic superior celui al fierului.
- proeminență solară - Vd. infra: protuberanță solară.
- proiecție terestră a unui astru - punct în care dreapta astru-centrul Pământului intersectează sfera terestră; sinonim: punct subastral.
- propergol - amestec de substanțe capabil de reacții chimice puternic exoterme, utilizat drept combustibil în motoarele rachetelor.
- protocoale post-detectare - set de reguli pe care entitățile guvernamentale sau alte organizații intenționează să le urmeze pentru detectarea, analiza, verificarea, anunțul și răspunsul la semnale confirmate din partea unor civilizații extraterestre.
- protuberanță solară - nor de gaz incandescent care apare pe fondul coroanei solare în forma unor limbi de foc.
- Proxima Centauri - pitică roșie cunoscută ca fiind cea mai apropiată stea de Sistemul nostru Solar, la 4,23 de ani-lumină de Terra,  în constelația Centaurul. Vd. supra: Alpha Centauri C.
- Puful Local - Vd. Norul Interstelar Local.
- pulsar - obiect astronomic care produce un semnal periodic mergând de la o milisecundă la câteva zeci de secunde.
- punct autumnal - punct de pe ecliptică prin care trece Soarele la echinocțiul de toamnă; vezi și punct vernal.
- punct Lagrange - poziție din spațiu, în care câmpul de gravitație a două corpuri aflate în mișcare orbitală, unul în jurul celuilalt, și de mase importante, săvârșesc exact forța centripetă cerută pentru ca acest punct din spațiu să însoțească simultan mișcarea orbitală a celor două corpuri. Este notat de la L1 la L5.
- punct echinocțial - unul dintre cele două puncte de intersecție ale liniei echinocțiale cu sfera cerească; vezi și punct autumnal.
- punct subastral - vezi proiecție terestră a unui astru.
- punct subsolar - punctul în care Soarele este perceput ca fiind chiar deasupra capului (la zenit).
- punct vernal - punctul de intersecție a eclipticii cu ecuatorul ceresc.

## Q
- Quadrantide -Vd. supra: Cvadrantide.

## R
- rachetă - vehicul spațial propulsat cu ajutorul unui motor cu reacție și la care carburantul necesar arderii este amestecat sau cuprins în combustibilul folosit.
- radiant - termen care desemnează punctul de pe bolta cerească de unde, printr-un efect optic, esențialul „stelelor căzătoare” par să provină din același roi.
- radiația de fond - radiație ionizantă de mică intensitate, prezentă la nivelul solului și în atmosferă, ca urmare a radiațiilor cosmice și a radioactivității naturale a rocilor și a solului.
- radiație cosmică - flux de nuclee atomice și de particule de înaltă enegie care circulă în mediul interstelar. Sursa acestei radiații se situează, după caz, în Soare, în interiorul sau în exteriorul Galaxiei Noastre., care produc fenomene de ionizare în atmosfera înaltă.
- radiație de fond de microunde - radiație provenită de la strălucirea Universului timpuriu fierbinte, acum deplasată spre roșu, încât apare sub formă de microunde.
- radiație solară - radiații emise de Soare: electromagnetice (unde în intervalul de la raze gamma, până la unde radio) și corpusculare (protoni și electroni).
- radiație terestră - radiația termică (infraroșie) a suprafeței terestre, având lungimea de undă cuprinsă între 3 și 80 µm; vezi și bilanțul de radiație terestru.
- radiotelescop - telescop specific utilizat în radioastronomie pentru captarea undelor radioelectrice emise de aștri.
- rampă de lansare - platformă prevăzută cu dispozitive de orientare și ghidare, folosite pentru lansarea rachetelor.
- Ramura gigant asimptotică - regiune a diagramei Hertzsprung-Russell ocupată de stele de masă mică până la medie.
- Rată Orară Zenitală (în engleză: Zenithal Hourly Rate, abreviat:  ZHR) - valoarea maximă a numărului de meteori pe care un observator ideal i-ar putea vedea (într-o oră) dacă radiantul s-ar situa la zenitul acestuia, sub un cer perfect transparent.
- Raza Schwarzschild -  raza orizontului unei găuri negre Schwarzschild, care este o gaură neagră ale cărei sarcină electrică și moment cinetic sunt nule.
- rază verde - fotometeor rar care poate fi observat la răsăritul și la apusul Soarelui și care ia forma unui punct verde vizibil câteva secunde deasupra imaginii astrului, în timp ce acesta se află, în mare parte, sub orizont.
- rămășiță de supernovă - Vd. infra: rest de supernovă.
- răsărit heliacal - momentul în care o stea devine vizibilă la Răsărit deasupra orizontului, în zori, după o perioadă în care era „ascunsă” sub orizont sau era chiar deasupra orizontului, însă „înecată” de luminozitatea Soarelui.
- reacție gravitațională - modificare a direcției și a modulului vectorului viteză, caracteristic unei nave spațiale care trece prin apropierea unui corp ceresc, datorită câmpului gravitațional al acestuia.
- recesie - îndepărtare de Sistemul solar a obiectelor extragalactice (galaxii, nebuloase) ca urmare a expansiunii Universului.
- reflectanță, denumită și factor de reflexie - proporția luminii reflectate de suprafața unui material.
- refracție astronomică - deviere a razei de lumină a unui astru de la direcția rectilinie, datorită refracției sale în atmosfera terestră.
- Regina-stelelor, denumire populară a stelei Vega, cea mai strălucitoare stea din constelația Lira.
- Regiunea de tranziție este o regiune a atmosferei solare situată între cromosferă și coroană.
- regresiune - mișcare a unui corp ceresc în sens opus mișcării aparente a Soarelui.
- relativitate generalizată - teorie a lui Einstein bazată pe ideea că legile științei sunt aceleași pentru toți observatorii, indiferent de deplasarea acestora; explică relația dintre forța de gravitație și curbura spațiului-timp cvadridimensional.
- relativitate specială -  teorie a lui Einstein bazată pe ideea că legile științei sunt aceleași pentru toți observatorii care se mișcă liber, indiferent de viteza acestora.
- rest de supernovă - materia ejectată în timpul unei explozii a unei stele în supernovă. Sinonimie: rămășiță de supernovă, remanent de supernovă.
- resturi spațiale sau rămășițe spațiale - obiecte reziduale ale unei misiuni spațiale care se găsesc pe orbită sau pe suprafața unui astru. Sinonimie: gunoi spațial.
- revoluție - mișcare de rotație a unui corp ceresc în jurul altuia.

- mișcarea de revoluție a Pământului - mișcare care se conjugă cu rotația Pământului și care poate fi definită, în primă aproximare, ca o mișcare de translație eliptică a Pământului în jurul Soarelui.
- Rigel (β Orionis)  - cea mai strălucitoare stea din constelația Orion și una dintre cele mai strălucitoare stele de pe cer cu magnitudine vizuală de 0,12.
- rotația Pământului - o mișcare a Pământului care poate fi definită, în primă aproximare, ca mișcarea de rotație a Pământului în jurul axei polilor geografici, care unește Polul Nord de Polul Sud.

## S
- Sabia lui Orion - asterism în constelația Orion, compus din trei stele (42 Orionis, Theta Orionis și Iota Orionis), sub proeminentul asterism, centura lui Orion.
- Sabik - steaua η Ophiuchi.
- Sagittarius - denumirea latină a constelației Săgetătorul.
- Sagittarius A (abreviat Sgr A) - o sursă radio / radiosursă complexă situată în centrul Galaxiei Noastre.
- Sagittarius A* (abreviat Sgr A*) - o sursă intensă de unde radio și foarte compactă din Centrul Galactic al Căii Lactee; radiosursa Sgr A* este considerată ca fiind asociată unei găuri negre supermasive de circa 4,152 de milioane de mase solare.
- sarcină utilă -  în astronautică, element (sau ansamblu de elemente), pe care îl poate transporta un vehicul spațial și care este destinat să îndeplinească obiectivele misiunii.
- satelit - corp ceresc care se rotește în jurul altui corp ceresc, însoțindu-l în cursul mișcării lui de revoluție.

- satelit artificial - obiect fabricat de o ființă omenească, trimis în spațiu cu ajutorul unui lansator și care gravitează în jurul unei planete sau în jurul unui satelit natural, cum este Luna.
- satelit coorbital - satelit natural al unei planete, aflat pe aceeași orbită cu un alt satelit al aceleiași planete.
- satelit de telecomunicații - satelit artificial plasat în spațiu în scopuri de telecomunicații.
- satelit minor - satelit natural deosebit de mic care orbitează o planetă, o planetă pitică sau o altă planetă minoră.
- satelit natural - obiect ceresc care orbitează în jurul unei planete sau în jurul unui alt obiect ceresc, mai mare decât el, care nu este creat de oameni, în opoziție cu sateliții artificiali.
- satelit păstor - mic satelit natural care curăță un gol din materialul unui inel planetar sau păstrează particulele într-un inel.

- sateloid - aparat de zbor orbital, cu motor-rachetă de mică tracțiune, constituind un intermediar între un avion și un satelit artificial și care se rotește pe o orbită apropiată de Pământ.
- Saturn - a șasea planetă a Sistemului Solar, în ordinea crescătoare a distanței de la Soare și a doua, după Jupiter, ca talie. Este o gigantă gazoasă, alături de Jupiter, Uranus și Neptun.
- Săgetătorul - constelație din Emisfera australă (și semn zodiacal cu simbolul ) compusă din 146 de stele vizibile cu ochiul liber, având stelele Kaus Australis și Nunki; denumire latină: Sagittarius, denumire populară: Arcașul.
- scut termic - dispozitiv destinat protejării părții anterioare a une nave spațiale contra încălzirii cinetice.
- scintilație - modificare de intensitate și de colorație a luminii stelare, datorită refracției sale neregulate în atmosferă; sclipire a unei stele.
- Scorpionul (în latină Scorpio) - constelație zodiacală traversată de Soare din 20 noiembrie până în 29 noiembrie. Este situată între constelațiile Balanța la vest și Ophiuchus la est. Aparține emisferei cerești sudice, iar cea mai mare parte a sa se află sub ecliptică. Scorpionul era una dintre cele 48  de constelații identificate de Ptolemeu. Simbolul constelației este  (unicode ♏).
- Scutul - constelație mică, în apropierea ecuatorului ceresc; uneori este denumită Scutul lui Sobieski, în onoarea regelui polon. Denumirea latină este Scutum.
- Scutul lui Sobieski - Vd. supra: Scutul.
- Scutum - Vd. supra: Scutul.
- secundă-lumină - distanța parcursă de lumină într-o secundă (vezi și an-lumină).
- secvența Hubble - clasificare a tipurilor de galaxii bazată pe criterii morfologice, dezvoltată în 1936 de Edwin Hubble.
- secvența principală -  o bandă continuă și foarte distinctă de stele care apar pe diagrame, în care abscisa este indicele de culoare B-V , iar ordonata luminozitatea sau, în sens invers, magnitudinea absolută a stelelor. Aceste diagrame culoare-luminozitate sunt cunoscute sub numele de „diagrame Hertzsprung-Russell”, după coinventatorii lor, Ejnar Hertzsprung și Henry Norris Russell.
- sednoid -  obiect transneptunian din Sistemul Solar al cărui periheliu se află dincolo de 50 de unități astronomice de la Soare și a cărui semiaxă majoră este cuprinsă între 150 și 1.500 de unități astronomice. Sednoidele formează o submulțime a obiectelor detașate.
- semiaxa majoră (notată: {\displaystyle a}) - jumătatea distanței care separă pericentrul de apocentru (cel mai mare diametru al elipsei). Acest parametru definește marimea absolută a orbitei.
- semiaxa minoră (notată: {\displaystyle b}) - jumătatea axei mici; se întinde din centrul elipsei până la unul sau la celălalt punct dintre punctele cele mai apropiate de pe aceasta.
- senzor - în teledetecție, instrument care culege energia radiantă din scena dorită și furnizează un semnal electric corespunzător pentru măsurare.
- sextant:

- instrument optic format dintr-un arc gradat egal cu o șesime de cerc, prevăzut cu două oglinzi și cu o lunetă mică, care se întrebuințează la măsurarea distanței unghiulare dintre două puncte și se folosește în astronomie, navigație și aviație.
- arc sau sector de cerc egal cu 60°.
- sferă armilară - ansamblu de cercuri concentrice reprezentând cerul și mișcarea aștrilor și având în centru un glob ce reprezintă Pământul.
- sferă cerească - sferă imaginară, cu rază arbitrară, al cărei centru este originea sistemului de coordonate de referință cerești luat în considerare. Pozițiile obiectelor cerești și, dacă este cazul, traiectorile lor aparente pe cer, sunt marcate pe suprafața internă (concavă) a sferei. Vd.supra: Boltă cerească.
- Shoemaker-Levy 9 (oficial D/1993 F2, iar abreviat SL9) - cometă care s-a dislocat la apropierea sa de planeta Jupiter, apoi a intrat în coliziune cu aceasta, în luna iulie 1994.
- singularitate gravitațională - un punct în spațiu-timp în care curbura acestuia tinde către infinit.
- singularitate nudă - o singularitate a spațiu-timpului care nu este înconjurată de o gaură neagră.
- sistem anagalactic - sistem astral care se află în afara galaxiei noastre, a Căii-Lactee.
- sistem asteroidal - ansamblu de asteroizi care gravitează împreună în jurul centrului de masă comun, într-un mod analog stelelor multiple.
- Sistemul Mizar-Alcor este un sistem stelar sextuplu din constelația nordică Ursa Mare.
- sistem planetar - un sistem compus din planete și din alte corpuri cerești (asteroizi, comete ș.a.) care gravitează în jurul unei stele. Sistemul Solar este un exemplu de sistem planetar.
- Sistemul Internațional de Referință Cerească - sistem de coordonate care acoperă întreaga sferă cerească și care se bazează pe elementele: baricentrul Sistemului Solar, axa de rotație a Pământului, punctul vernal etc.
- Sistemul Solar - sistemul nostru planetar, compus dintr-o stea, Soarele, și obiectele cerești definite care gravitează în jurul lui: cele opt planete confirmate și cei 175 de sateliți naturali, cele cinci planete pitice și miliardele de mici corpuri cerești (marea majoritate asteroizi și alte planete minore, cometele, praful interplanetar etc.) Sistemul Solar face parte din galaxia denumită Calea Lactee și este situat la 8 kpc de centrul galactic.
- sizigie -  poziție a trei (sau a mai multor) obiecte cerești, în care sunt în conjuncție sau în opoziție. Vd. supra.
- SkySat - constelație de sateliți de observare a Pământului cu rezoluție submetrică, deținută de Planet Labs, care oferă servicii de imagini, video și de analiză de înaltă definiție.
- Sloan Digital Sky Survey (abreviat: SDSS) - program de cercetare și de supraveghere a obiectelor cerești care folosește un telescop optic situat la Observatorul Apache Point.
- Soare - astrul central al sistemului nostru planetar, care face parte din categoria stelelor, în jurul căruia gravitează planetele, asteroizii, cometele.

- Soare adevărat - Soarele real (vizibil), care nu se mișcă (aparent) uniform în jurul Pământului și deci nu este indicat a fi folosit pentru măsurarea timpului.
- Soare mediu - Soare fictiv care se mișcă uniform în planul Ecuatorului în același interval de timp anual cu Soarele adevărat; vezi și timp solar.

- Solar Orbiter (SOLO) - satelit de observare a Soarelui, dezvoltat de Agenția Spațială Europeană (ESA) cu participarea NASA, care a fost lansat în 2020 și-și va începe observațiile în 2023.
- solstițiu - fiecare dintre cele două momente ale anului (în mod obișnuit, 21 iunie și 22 decembrie) când Soarele se află la cea mai mare înălțime față de ecuator.
- sondă spațială - satelit artificial sau vehicul spațial fără oameni, lansat în spațiul cosmic pentru cercetarea directă a acestuia.
- spațiu intergalactic - Vd. supra: mediu intergalactic.
- spectrograf - un instrument care separă lumina într-un spectru de frecvențe și înregistrează semnalul cu ajutorul unei camere de luat vederi.
- spectrograf astronomic - aparat pentru înregistrarea și studierea spectrelor corpurilor cerești.
- spectroscopie astronomică - descompunerea spectrului vizibil al unui obiect (stea, planetă, asteroid, cometă sau nebuloasă de emisie) cu ajutorul unei rețele de difracție sau a unei prisme și observarea sau fotografierea liniilor de absorbție cu scopul de a le identifica a posteriori și deci a deduce compoziția chimică a corpului observat.
- spectru electromagnetic -  totalitatea radiațiilor electromagnetice clasate prin frecvență, lungime de undă sau energie.
- Spectrum - vehicul de lansare spațială în curs de dezvoltare de către compania spațială bavareză Isar Aerospace, fiind destinat lansării unor sateliți modulari.
- spicúlă solară sau spicúl solar - jet efemer de gaz, care se înalță cu mare viteză, cu diametrul de circa 500 km, aflat în cromosferă.
- spirala lui Parker - forma câmpului magnetic al Soarelui, determinată de mișcarea de rotație stelară a acestuia și mișcarea radială a particulelor din vântul solar.
- Starlink - constelație de sateliți artificiali construită de SpaceX pentru a oferi acces la internet prin satelit.
- statit - tip ipotetic de satelit artificial care utilizează o velă solară pentru a modifica continuu orbita sa în moduri care nu ar fi posibile doar prin gravitație.
- stea - corp ceresc, cu lumină proprie, care poate fi văzut noaptea sub forma unui punct luminos.

- stea Be - de tip spectral B, prezintă și linii spectrale de emisie. Au o foarte mare viteză de rotație; în jurul lor au un disc responsabil de liniile de emisie.
- stea binară - un tip de sistem binar compus din două stele care orbitează în jurul unui centru de gravitate comun; altă denumire: stea dublă.
- stea binară în contact - stea ale cărei componente umplu, în întregime, lobii lor Roche.
- stea binară spectroscopică - pereche de stele a căror mișcare orbitală este pusă în evidență prin variația  vitezei radiale a uneia sau  a celor două componente; această viteză este măsurată cu ajutorul unui spectrograf.
- stea binară detașată - stea ale cărei componente sunt suficient de îndepărtate una de cealalta în așa fel încât niciuna dintre ele să nu-și umple Lobul lui Roche.
- stea dublă - vezi stea binară.
- stea eruptivă - stea variabilă pitică roșie sau  pitică cenușie, care poate manifesta o creștere spectaculoasă cât și imprevizibilă a luminozității, de o durată foarte variabilă (de la câteva minute la câteva ore).
- stea gigantă - Vezi: gigantă.
- stea gigantă luminoasă - Vezi: gigantă luminoasă.
- stea hiperdensă - stea cu densitate mult mai mare decât a celor considerate normale.
- stea neutronică - stea de dimensiuni foarte mici, hiperdensă, al cărei nucleu este constituit dintr-un amestec de neutroni, protoni și alte particule grele.
- stea optic dublă - două stele fără legătură fizică între ele, dar care par apropiate, fiind observate de pe Terra.
- stea pitică - o stea este numită „pitică” atunci când clasa sa de luminozitate este V (citit: „cinci”). Acest lucru semnifică faptul că steaua este tânără și se află, în diagrama HR, încă în secvența principală.
- stea polară - termen generic care desemnează o stea vizibilă cu ochiul liber, care se găsește aproximativ pe aliniamentul axei de rotație a unei planete; în cazul particular al planetei Pământ, Steaua Polară este Polaris, cunoscută ca  Alpha Ursae Minoris. (Vd. supra.)
-  stea variabilă - o stea a cărei luminozitate variază în cursul unor perioade mai lungi sau mai scurte.
- stea variabilă Beta Cephei (denumită uneori stea variabilă Beta Canis Majoris)  - un tip de stea variabilă pulsatorie: variațiile ei de strălucire sunt cauzate de pulsațiile suprafeței stelei.
- stea variabilă cataclismică - un tip de stea binară constituită dintr-o primară pitică albă și o secundară care-i transferă masa sa. 
-  stea variabilă cataclismică magnetică - un sistem binar variabil cataclismic care posedă un puternic câmp magnetic.
- stea variabilă luminoasă albastră (abreviat: LBV) - stea variabilă hipergigantă albastră și foarte luminoasă, care prezintă schimbări lente de luminozitate.
- stea variabilă Mira - clasă de stele variabile, gigante roșii, cu perioade de pulsație mai mari de 100 de zile și cu amplitudini ale luminozității superioare unei magnitudini, care se află în ultimele lor etape de evoluție stelară. Standardul acestor stele este steaua Mira (Omicron Ceti), din constelația Balena.
-  stea variabilă RR Lyrae  - stea variabilă al cărei prototip, RR Lyrae, este utilizat drept standard.
-  stea variabilă neregulată - stea variabilă ale cărei variații de luminozitate nu prezintă o periodicitate definită.
-  stea variabilă semiregulată - stea gigantă roșie sau stea supergigantă de tip spectral intermediar sau tardiv, care prezintă o periodicitate marcată în variația sa de luminozitate, însoțită sau uneori întreruptă de diverse perioade neregulate.
- stea zombi - rezultatul ipotetic al unei supernove de tip Iax care lasă în urmă o stea rămășiță, în loc să disperseze complet masa stelară.
- Steaua Polară - Vd. Polaris.
- strat inversant - strat de la baza regiunii atmosferei solare, numită cromosferă, în apropierea fotosferei, care produce, la începutul și la sfârșitul eclipselor totale de Soare, „spectrul-fulger”, în care liniile obișnuit întunecate ale spectrului solar apar inversate, adică luminoase.
- supergranulație - model particular de celule de convecție care se formează la suprafața Soarelui, denumite „supegranule”.
- supernovă - mulțimea de fenomene care rezultă din implozia unei stele aflate la sfârșitul vieții, îndeosebi o gigantică explozie însoțită de o creștere scurtă, dar fantastic de mare a luminozității sale. Văzută de pe Terra, o supernovă apare adesea ca o nouă stea, în timp ce în realitate ea corespunde dispariției unei stele.

- supernovă superluminoasă, abreviat SNSL - Vd. supra: hipernovă.

## T
- Taurul (în latină: Taurus) - constelație din emisfera cerească nordică, tăiată de planul eclipticii; face parte din constelațiile zodiacale, simbolul său fiind capul stilizat al unui taur  (Unicode ♉).
- Taurus - denumirea în limba latină a constelației Taurul.
- telescop - instrument optic care utilizează fenomenul reflexiei luminii pe o oglindă concavă, folosit în astronomie pentru observarea aștrilor.

- telescop newtonian - un tip de telescop inventat de omul de știință englez Sir Isaac Newton (1642–1727), compus, în principal, dintr-o oglindă primară concavă și o oglindă secundară plată.
- telescop Dobson - telescop newtonian așezat pe o montură azimutală simplificată, foarte folosit de astronomii amatori din America și Europa.
- telescop solar - telescop special folosit pentru a studia Soarele.
- telescop spațial - un telescop plasat dincolo de atmosferă. Telescopul spațial prezintă avantajul, în raport cu omologul său terestru, că nu este perturbat de atmosfera terestră care deformează razele luminoase vizibile.
- Tellus - una din denumirile în limba latină a planetei Pământ.
- Terra - denumire în limba latină a planetei Pământ.
- tetradă lunară - serie de patru eclipse totale de Lună care se produc la un interval de câte șase lunații, în doi ani consecutivi.
- timp - formă fundamentală de existență a materiei, care indică simultaneitatea sau succesiunea evenimentelor și care, la început, se măsura folosind cele mai simple fenomene astronomice, cum ar fi mișcarea Pământului și a Lunii.

- timp sideral - timp măsurat prin rotația Pământului în jurul axei, în raport cu un reper inerțial, cum ar fi stelele foarte îndepărtate (considerate fixe); vezi și an sideral.
- timp solar - timp măsurat prin rotația Pământului față de Soare, fiind o măsură a poziției aparente a Soarelui pentru un observator plasat într-un anumit punct; vezi și Soare mediu.
- Timpul Universal - standard de timp⁠(d) definit prin observații astronomice⁠(d) și reprezintă o măsură a poziției Pământului în mișcarea sa de rotație (adică este în esență un unghi).

- tranzit astronomic  - interpunerea unui corp ceresc (astru) între observator și un al doilea corp ceresc, atunci când corpul mai apropiat de observator are dimensiune aparentă mai mică, astfel încât acoperirea corpului mai depărtat este doar parțială.

-  Tranzitul lui Mercur se produce atunci când planeta Mercur se situează între Pământ și Soare.
- Tranzitul lui Mercur de pe Marte se produce, văzut de pe Marte, când Mercur trece direct între Soare și Marte, întunecând o mică parte a discului solar.
- Tranzitul lui Mercur de pe Venus se produce, văzut de pe Venus, când Mercur trece direct printre Soare și Venus, întunecând o mică parte din discul solar.
-  Tranzitul lui Venus se produce atunci când planeta Venus se situează între Pământ și Soare.
- teorema singularității - teoremă care susține că o singularitate trebuie să existe în anumite condiții și că începutul Universului constă într-o singularitate.
- topocentru - locul de observație considerat ca punct de origine.
- Triunghiul de Toamnă - asterism „călare” pe ecuatorul ceresc, format de trei stele relativ strălucitoare: Hamal (α Arietis), Diphda (β Ceti) și Alpheratz (α Andromedae).
- troian (asteroid) -

- asteroid a cărei orbită heliocentrică este în rezonanță de 1:1 cu cea a planetei Jupiter și care se află în apropierea unuia dintre cele două puncte stabile Lagrange (L4 sau L5) al perechii Soare-Jupiter, adică se află la 60° în avans sau în urmă pe orbita acestuia.
- prin extensiune, troian este un obiect a cărui orbită heliocentrică este în rezonanță de 1:1 cu aceea a oricărei planete din Sistemul Solar, și care este situat aproape de unul dintre cele două puncte stabile Lagrange (L4 sau L5) al perechii Soare-planetă.
- tot prin extensiune, un troian este un asteroid sau un satelit natural care posedă aceeași orbită cu o planetă sau un alt satelit mai masiv, dar care nu intră în coliziune cu acea planetă sau satelit dată fiind poziția sa aproape de unul din cele două puncte stabile Lagrange (L4 sau L5).
- tsunami solar - Vd. infra: undă Moreton.

## U
- Ulysses - sondă spațială dezvoltată conjunct de NASA și de Agenția Spațială Europeană care avea drept obiectiv studiul in situ al regiunilor vecine Soarelui (heliosfera) de la ecuator la cei doi poli pe durata unui ciclu solar. Lansată în 1990, misiunea, prelungită în două rânduri, s-a încheiat în 2009.
- undă gravitațională -  oscilație în curbura spațiu-timp care se propagă la mare distanță de punctul său de formare. Existența undelor gravitaționale a fost confirmată în 2016.
- undă Moreton - un fel de undă de șoc pe cromosfera Soarelui; adesea este descrisă ca un fel de tsunami solar.
- unitate astronomică (notată cu ua, au, UA, AU) - unitate de măsură a distanței egală cu semiaxa majoră a orbitei Pământului, egală cu aproximativ 150 milioane km.
- Uniunea Astronomică Internațională (abreviat: UAI) - asociație internațională neguvernamentală care grupează astronomi profesioniști, pornind de la nivelul de doctorat, activi în cercetarea profesionistă și în educația astronomică.
- Univers - mulțimea a tot ce există, condusă de un anumit număr de legi.

- Universul observabil - totalitatea materiei (galaxii și alte obiecte cosmice) ce pot fi observate de pe Pământ în momentul de față.
- Uranometria - titlul scurt al atlasului constelațiilor realizat de astronomul german Johann Bayer, publicat în 1603, la Augsburg, de Christophorus Mangus. Titlul complet al lucrării este: în latină Uranometria: omnium asterismorum continens schemata, nova methodo delineata, aereis laminis expressa (în română „Uranometria, conținând hărțile tuturor constelațiilor, desenate potrivit unei noi tehnici și gravate pe plăci de cupru”).
- Uranus - a șaptea planetă a Sistemului Solar, aflată între Saturn și Neptun.
- Ursa Mare - constelație circumpolară, formată, în principal, din 7 stele mai strălucitoare, printre care și sistemul Alcor și Mizar; denumire populară: Carul Mare.
- Ursa Mică - constelație circumpolară, care cuprinde Steaua Polară / Polaris; denumire populară: Carul Mic.
- Urside - ploaie de meteori vizibilă pe cerul nocturn, al cărei radiant se află în apropierea stelei Beta Ursae Minoris / Kochab, din constelația Ursa Mică. Este izvorâtă din urmele trecerii cometei 8P/Tuttle și este observabilă, în fiecare an, între 17 și 26 decembrie.

## V
- Valul Radcliffe - cea mai mare structură gazoasă coerentă din Calea Lactee, compusă din pepiniere stelare interconectate, pe o lungime de aproximativ 8.800 de ani-lumină.
- vară - perioadă a anului solar cuprinsă, în emisfera nordică, între solstițiul din iunie și echinocțiul din septembrie, iar în emisfera sudică între solstițiul din decembrie și echinocțiul din martie.
- variabilă luminoasă albastră - Vezi: stea variabilă luminoasă albastră.
- variabilă Mira - vezi: stea variabilă Mira.
- variabilă RR Lyrae - vezi: stea variabilă RR Lyrae.
- Variațiile solare reprezintă schimbările în cantitatea de radiații emise de Soare și în distribuția spectrală a acestuia de-a lungul anilor/mileniilor.
- Văcarul - denumire populară a constelației Boarul.
- Vărsătorul - constelație zodiacală parcursă de Soare în a doua jumătate a lunii februarie și începutul lunii martie. Denumirea latină a constelației este Aquarius.
- Vânătorul - denumire populară a constelației  Orion.
- vânt solar -  flux de plasmă constituit îndeosebi din ioni și din electroni care sunt ejectați din atmosfera superioară a Soarelui.
- Vega - steaua α Lyrae, de magnitudine 0,03.
- vehicul de lansare - rachetă balistică utilizată pentru a transporta încărcături utile, cum ar fi sateliți artificiali, sonde spațiale sau echipaj uman, de pe Pământ în spațiu.
- velă solară - metodă de propulsie a navelor spațiale care utilizează presiunea radiației exercitată de lumina solară pe suprafețe mari; sinonim: pânză fotonică, vezi și statit.
- Venus -  a doua planetă de la Soare, a șasea ca masă și ca mărime, una din cele patru planete telurice din Sistemul Solar. alături de Mercur, Terra și Marte.
- Vidul din Boarul - regiune sferoidă din spațiul intergalactic, de foarte mare dimensiune, care conține foarte puține galaxii, situată în constelația Boarul. Centrul său se situează aproximativ la 14h 50m ascensie dreaptă și la 46° declinație. Este cunoscut și sub denumirea de Marele Vid.
- Vidul Local - regiune din spațiu lipsită de galaxii și de materie întunecată în apropierea Căii Lactee.
- viteză areolară - mărime care exprimă limita raportului creșterii infinitezimale a unei arii măturate de raza vectoare a unui mobil pe o creștere infinitezimală de timp.
- viteză orbitală - viteza cu care un obiect ceresc (planetă, satelit natural, asteroid, satelit artificial, cometă sau stea binară) orbitează în jurul baricentrului unui sistem format din două corpuri, fie, cel mai adesea, în jurul unui corp mai masiv.
- viteză radială - componenta vitezei a unui corp ceresc în direcția dreptei care unește corpul cu observatorul.
- Vizitiul  (în latină: Auriga) - constelație boreală a cărei cea mai luminoasă stea este Capella.
- vulcanoid - asteroid ipotetic care poate orbita Soarele într-o zonă de stabilitate dinamică, în interiorul orbitei planetei Mercur. Vd. supra.

## W
- WikiSky - hartă interactivă a cerului care acoperă peste o jumătate de miliard de obiecte cerești.
- Wollaston, prismă - prismă birefrigerentă folosită la unele sextante pentru observații nocturne; are proprietatea de a dubla imaginea astrului, iar pentru a determina o înălțime este suficient a aduce orizontul între cele două imagini.

## Z
- zbor spațial - mișcarea unei nave spațiale în spațiul cosmic; este folosit în cadrul explorării spațiale (fiind parte a unei misiuni spațiale), în anumite activități comerciale (cum ar fi turismul spațial) sau pentru plasarea de sateliții de telecomunicații.
- zenit - punct al sferei cerești, opus nadirului, aflat la intersecția dintre verticala locului și emisfera cerească superioară.
- Ziua iuliană este baza unui sistem de datare constând în socotirea zilelor și fracțiilor de zi scurse de la o dată convențională fixată la 1 ianuarie -4712, la ora 12.
- zi siderală - perioada scursă între două treceri la meridian succesive ale punctului vernal.
- zodiac - regiune a cerului din apropierea eclipticii, împărțită în 12 constelații zodiacale și care sunt parcurse aparent de Soare de-a lungul anului.
- zonă convectivă sau zonă de convecție - strat al unei stele care este termodinamic instabil. Energia este în principal sau parțial transportată prin convecție din parcele în interiorul acestei regiuni, contrar radiației, în care energia este transportată prin radiația emisă și prin conducție.
- zonă radiativă - strat al unei stele, care înconjoară nucleul și prin care trece energia spre exterior. Se situează aproximativ între 0,25 și 0,7 {\displaystyle R_{\odot }}.
- Zuben el Genubi - steaua dublă α Libræ, de magnitudine +2,74, din constelația Balanța.